# Llista d'asteroides (350001-351000)
Llista d'asteroides del 350.001 al 351.000, amb data de descoberta i descobridor. És un fragment de la llista d'asteroides completa. Als asteroides se'ls dona un número quan es confirma la seva òrbita, per tant apareixen llistats aproximadament segons la data de descobriment.

## 350001-350100
| Nom    | Designació provisional | Data de descobriment   | Lloc de descobriment | Descobridor/s          |
| ------ | ---------------------- | ---------------------- | -------------------- | ---------------------- |
| 350001 | 2010 GX98              | 16 de febrer de 2001   | Kitt Peak            | Spacewatch             |
| 350002 | 2010 GA101             | 22 de juny de 2007     | Kitt Peak            | Spacewatch             |
| 350003 | 2010 GH104             | 25 de març de 2010     | Kitt Peak            | Spacewatch             |
| 350004 | 2010 GJ127             | 10 d'abril de 2010     | Kitt Peak            | Spacewatch             |
| 350005 | 2010 GU135             | 4 d'abril de 2010      | Kitt Peak            | Spacewatch             |
| 350006 | 2010 GR147             | 15 d'abril de 2010     | WISE                 | WISE                   |
| 350007 | 2010 GG156             | 14 d'abril de 2010     | Mount Lemmon         | Mt. Lemmon Survey      |
| 350008 | 2010 GW157             | 12 d'abril de 2010     | Kitt Peak            | Spacewatch             |
| 350009 | 2010 HX23              | 26 d'abril de 2010     | WISE                 | WISE                   |
| 350010 | 2010 HP68              | 27 d'abril de 2010     | WISE                 | WISE                   |
| 350011 | 2010 HJ74              | 28 d'abril de 2010     | WISE                 | WISE                   |
| 350012 | 2010 HX77              | 20 d'abril de 2010     | Kitt Peak            | Spacewatch             |
| 350013 | 2010 HQ107             | 23 d'abril de 2010     | Purple Mountain      | PMO NEO Survey Program |
| 350014 | 2010 JX14              | 5 de maig de 2010      | Catalina             | CSS                    |
| 350015 | 2010 JG31              | 4 d'octubre de 2007    | Kitt Peak            | Spacewatch             |
| 350016 | 2010 JA38              | 3 de maig de 2010      | Kitt Peak            | Spacewatch             |
| 350017 | 2010 JD40              | 6 de maig de 2010      | Mount Lemmon         | Mt. Lemmon Survey      |
| 350018 | 2010 JL40              | 3 de maig de 2010      | Kitt Peak            | Spacewatch             |
| 350019 | 2010 JZ40              | 11 de novembre de 2007 | Mount Lemmon         | Mt. Lemmon Survey      |
| 350020 | 2010 JO74              | 11 de maig de 2010     | Mount Lemmon         | Mt. Lemmon Survey      |
| 350021 | 2010 JW75              | 19 de gener de 2005    | Catalina             | CSS                    |
| 350022 | 2010 JN77              | 3 de maig de 2010      | Kitt Peak            | Spacewatch             |
| 350023 | 2010 JW82              | 3 de gener de 2001     | Socorro              | LINEAR                 |
| 350024 | 2010 JO112             | 13 de maig de 2010     | Kitt Peak            | Spacewatch             |
| 350025 | 2010 JX115             | 22 de gener de 2010    | WISE                 | WISE                   |
| 350026 | 2010 JG116             | 9 de maig de 2010      | Siding Spring        | Siding Spring Survey   |
| 350027 | 2010 JH121             | 12 de maig de 2010     | Mount Lemmon         | Mt. Lemmon Survey      |
| 350028 | 2010 JP146             | 20 de juny de 2007     | Kitt Peak            | Spacewatch             |
| 350029 | 2010 JR147             | 21 de maig de 1993     | Kitt Peak            | Spacewatch             |
| 350030 | 2010 JN150             | 11 de maig de 2010     | Mount Lemmon         | Mt. Lemmon Survey      |
| 350031 | 2010 JU150             | 11 de maig de 2010     | Mount Lemmon         | Mt. Lemmon Survey      |
| 350032 | 2010 JH151             | 17 de febrer de 2010   | WISE                 | WISE                   |
| 350033 | 2010 JP153             | 11 de maig de 2010     | Kitt Peak            | Spacewatch             |
| 350034 | 2010 JQ163             | 9 de maig de 2010      | Mount Lemmon         | Mt. Lemmon Survey      |
| 350035 | 2010 JW169             | 5 de maig de 2010      | Mount Lemmon         | Mt. Lemmon Survey      |
| 350036 | 2010 JV173             | 10 d'abril de 2005     | Mount Lemmon         | Mt. Lemmon Survey      |
| 350037 | 2010 JR177             | 6 de desembre de 2000  | Socorro              | LINEAR                 |
| 350038 | 2010 KW14              | 17 de maig de 2010     | WISE                 | WISE                   |
| 350039 | 2010 KQ40              | 15 d'octubre de 2001   | Palomar              | NEAT                   |
| 350040 | 2010 KK62              | 20 de maig de 2010     | Mount Lemmon         | Mt. Lemmon Survey      |
| 350041 | 2010 KN117             | 19 de maig de 2010     | Catalina             | CSS                    |
| 350042 | 2010 KP121             | 23 d'abril de 1998     | Kitt Peak            | Spacewatch             |
| 350043 | 2010 KK129             | 30 de novembre de 2005 | Mount Lemmon         | Mt. Lemmon Survey      |
| 350044 | 2010 LV44              | 20 de juny de 2004     | Kitt Peak            | Spacewatch             |
| 350045 | 2010 LT106             | 1 de juny de 2010      | Catalina             | CSS                    |
| 350046 | 2010 NV117             | 11 de juliol de 2010   | La Sagra             | La Sagra               |
| 350047 | 2010 OA7               | 16 de juliol de 2010   | WISE                 | WISE                   |
| 350048 | 2010 OG30              | 11 de gener de 2008    | Kitt Peak            | Spacewatch             |
| 350049 | 2010 OE91              | 13 de juny de 2005     | Campo Imperatore     | CINEOS                 |
| 350050 | 2010 PP5               | 1 d'agost de 2010      | WISE                 | WISE                   |
| 350051 | 2010 PH25              | 5 d'agost de 2010      | WISE                 | WISE                   |
| 350052 | 2010 PQ38              | 26 de març de 2003     | Kitt Peak            | Spacewatch             |
| 350053 | 2010 PE49              | 7 d'agost de 2010      | WISE                 | WISE                   |
| 350054 | 2010 RN37              | 13 de setembre de 2002 | Palomar              | NEAT                   |
| 350055 | 2010 RE38              | 26 de novembre de 2009 | Mount Lemmon         | Mt. Lemmon Survey      |
| 350056 | 2010 RU39              | 29 de setembre de 2005 | Catalina             | CSS                    |
| 350057 | 2010 RZ179             | 22 de febrer de 2009   | Mount Lemmon         | Mt. Lemmon Survey      |
| 350058 | 2010 SZ6               | 27 de setembre de 2005 | Kitt Peak            | Spacewatch             |
| 350059 | 2010 TA143             | 15 d'agost de 2009     | Kitt Peak            | Spacewatch             |
| 350060 | 2010 VV114             | 4 de novembre de 2010  | Les Engarouines      | L. Bernasconi          |
| 350061 | 2010 VX141             | 6 de novembre de 2010  | Mount Lemmon         | Mt. Lemmon Survey      |
| 350062 | 2011 AN10              | 30 de setembre de 2009 | Mount Lemmon         | Mt. Lemmon Survey      |
| 350063 | 2011 EA74              | 8 de febrer de 2011    | Mount Lemmon         | Mt. Lemmon Survey      |
| 350064 | 2011 FS106             | 4 de juliol de 2005    | Mount Lemmon         | Mt. Lemmon Survey      |
| 350065 | 2011 GT9               | 18 de setembre de 1996 | Prescott             | P. G. Comba            |
| 350066 | 2011 GF12              | 27 d'agost de 2005     | Palomar              | NEAT                   |
| 350067 | 2011 GP85              | 1 de maig de 2006      | Kitt Peak            | Spacewatch             |
| 350068 | 2011 HQ2               | 23 d'agost de 2008     | Siding Spring        | Siding Spring Survey   |
| 350069 | 2011 HJ23              | 15 d'octubre de 2004   | Mount Lemmon         | Mt. Lemmon Survey      |
| 350070 | 2011 HP39              | 9 de juliol de 2008    | Crni Vrh             | J. Skvarc              |
| 350071 | 2011 HQ75              | 18 d'octubre de 1995   | Kitt Peak            | Spacewatch             |
| 350072 | 2011 HX75              | 30 de novembre de 2005 | Kitt Peak            | Spacewatch             |
| 350073 | 2011 HX76              | 12 de maig de 2007     | Mount Lemmon         | Mt. Lemmon Survey      |
| 350074 | 2011 HM80              | 11 de maig de 2007     | Kitt Peak            | Spacewatch             |
| 350075 | 2011 HW95              | 14 de novembre de 2001 | Kitt Peak            | Spacewatch             |
| 350076 | 2011 JO3               | 14 de desembre de 2001 | Socorro              | LINEAR                 |
| 350077 | 2011 JQ3               | 2 de març de 2008      | Catalina             | CSS                    |
| 350078 | 2011 JX9               | 2 d'abril de 2009      | Mount Lemmon         | Mt. Lemmon Survey      |
| 350079 | 2011 JL15              | 15 de setembre de 2007 | Mount Lemmon         | Mt. Lemmon Survey      |
| 350080 | 2011 JU28              | 22 de juny de 2004     | Kitt Peak            | Spacewatch             |
| 350081 | 2011 JR29              | 17 de novembre de 2001 | Socorro              | LINEAR                 |
| 350082 | 2011 KU1               | 19 de juny de 2006     | Mount Lemmon         | Mt. Lemmon Survey      |
| 350083 | 2011 KH2               | 6 de setembre de 2004  | Palomar              | NEAT                   |
| 350084 | 2011 KS3               | 21 de maig de 1990     | Kitt Peak            | Spacewatch             |
| 350085 | 2011 KF15              | 29 de setembre de 2008 | Mount Lemmon         | Mt. Lemmon Survey      |
| 350086 | 2011 KL21              | 31 d'octubre de 2005   | Mount Lemmon         | Mt. Lemmon Survey      |
| 350087 | 2011 KW23              | 15 de març de 2004     | Kitt Peak            | Spacewatch             |
| 350088 | 2011 KJ24              | 10 de juliol de 2007   | Siding Spring        | Siding Spring Survey   |
| 350089 | 2011 KZ26              | 13 d'agost de 2008     | Siding Spring        | Siding Spring Survey   |
| 350090 | 2011 KN34              | 25 de febrer de 2006   | Mount Lemmon         | Mt. Lemmon Survey      |
| 350091 | 2011 LC14              | 7 de juliol de 1997    | Caussols             | ODAS                   |
| 350092 | 2011 MC1               | 20 de desembre de 2004 | Mount Lemmon         | Mt. Lemmon Survey      |
| 350093 | 2011 MK1               | 3 d'octubre de 2003    | Kitt Peak            | Spacewatch             |
| 350094 | 2011 MG9               | 14 de setembre de 2007 | Kitt Peak            | Spacewatch             |
| 350095 | 2011 NG1               | 16 d'agost de 2001     | Socorro              | LINEAR                 |
| 350096 | 2011 NT1               | 5 de març de 1998      | Caussols             | ODAS                   |
| 350097 | 2011 OQ1               | 26 de febrer de 2003   | Campo Imperatore     | CINEOS                 |
| 350098 | 2011 OY15              | 30 d'octubre de 2008   | Mount Lemmon         | Mt. Lemmon Survey      |
| 350099 | 2011 OG16              | 23 d'agost de 2003     | Palomar              | NEAT                   |
| 350100 | 2011 OA22              | 31 de desembre de 2007 | Kitt Peak            | Spacewatch             |

## 350101-350200
| Nom    | Designació provisional | Data de descobriment   | Lloc de descobriment | Descobridor/s               |
| ------ | ---------------------- | ---------------------- | -------------------- | --------------------------- |
| 350101 | 2011 OB22              | 6 de desembre de 1996  | Kitt Peak            | Spacewatch                  |
| 350102 | 2011 OU25              | 8 d'octubre de 2008    | Mount Lemmon         | Mt. Lemmon Survey           |
| 350103 | 2011 OZ37              | 18 de febrer de 2010   | Kitt Peak            | Spacewatch                  |
| 350104 | 2011 OA44              | 10 de setembre de 2007 | Kitt Peak            | Spacewatch                  |
| 350105 | 2011 OY48              | 21 de febrer de 2009   | Kitt Peak            | Spacewatch                  |
| 350106 | 2011 PS8               | 15 de setembre de 2006 | Kitt Peak            | Spacewatch                  |
| 350107 | 2011 PE10              | 17 de setembre de 2006 | Catalina             | CSS                         |
| 350108 | 2011 PX14              | 30 de setembre de 2003 | Anderson Mesa        | LONEOS                      |
| 350109 | 2011 PB15              | 19 de desembre de 2003 | Kitt Peak            | Spacewatch                  |
| 350110 | 2011 QJ1               | 29 de setembre de 2001 | Palomar              | NEAT                        |
| 350111 | 2011 QC7               | 5 d'agost de 2002      | Palomar              | NEAT                        |
| 350112 | 2011 QM8               | 14 de febrer de 2010   | WISE                 | WISE                        |
| 350113 | 2011 QM9               | 21 de gener de 2009    | Bergisch Gladbac     | W. Bickel                   |
| 350114 | 2011 QM10              | 19 de setembre de 2006 | Kitt Peak            | Spacewatch                  |
| 350115 | 2011 QE12              | 29 de març de 2004     | Kitt Peak            | Spacewatch                  |
| 350116 | 2011 QQ22              | 27 de març de 2003     | Palomar              | NEAT                        |
| 350117 | 2011 QA25              | 25 d'octubre de 2005   | Kitt Peak            | Spacewatch                  |
| 350118 | 2011 QW40              | 3 d'octubre de 2006    | Mount Lemmon         | Mt. Lemmon Survey           |
| 350119 | 2011 QN55              | 20 d'octubre de 2001   | Socorro              | LINEAR                      |
| 350120 | 2011 QE59              | 10 d'abril de 2010     | Mount Lemmon         | Mt. Lemmon Survey           |
| 350121 | 2011 QM59              | 18 de setembre de 2006 | Kitt Peak            | Spacewatch                  |
| 350122 | 2011 QR63              | 3 d'octubre de 2000    | Anderson Mesa        | LONEOS                      |
| 350123 | 2011 QJ64              | 16 d'octubre de 2006   | Kitt Peak            | Spacewatch                  |
| 350124 | 2011 QR68              | 28 de desembre de 2003 | Kitt Peak            | Spacewatch                  |
| 350125 | 2011 QN77              | 16 de setembre de 2006 | Catalina             | CSS                         |
| 350126 | 2011 QM91              | 1 de febrer de 2009    | Kitt Peak            | Spacewatch                  |
| 350127 | 2011 QO94              | 26 de febrer de 2009   | Catalina             | CSS                         |
| 350128 | 2011 QV96              | 14 de setembre de 2006 | Mauna Kea            | J. Masiero                  |
| 350129 | 2011 QX96              | 1 de maig de 2003      | Kitt Peak            | Spacewatch                  |
| 350130 | 2011 RH2               | 16 de gener de 2008    | Kitt Peak            | Spacewatch                  |
| 350131 | 2011 RK3               | 8 de febrer de 2002    | Socorro              | LINEAR                      |
| 350132 | 2011 RC6               | 11 de març de 2005     | Mount Lemmon         | Mt. Lemmon Survey           |
| 350133 | 2011 RB7               | 16 de setembre de 2006 | Kitt Peak            | Spacewatch                  |
| 350134 | 2011 RD18              | 4 d'octubre de 2004    | Kitt Peak            | Spacewatch                  |
| 350135 | 2011 SP1               | 2 d'abril de 2005      | Mount Lemmon         | Mt. Lemmon Survey           |
| 350136 | 2011 SB43              | 27 de setembre de 2006 | Kitt Peak            | Spacewatch                  |
| 350137 | 2011 SX43              | 23 de gener de 2006    | Kitt Peak            | Spacewatch                  |
| 350138 | 2011 ST46              | 20 de setembre de 2001 | Kitt Peak            | Spacewatch                  |
| 350139 | 2011 SN51              | 5 de setembre de 2002  | Campo Imperatore     | CINEOS                      |
| 350140 | 2011 SR59              | 21 d'abril de 2009     | Mount Lemmon         | Mt. Lemmon Survey           |
| 350141 | 2011 SE61              | 12 de desembre de 1996 | Kitt Peak            | Spacewatch                  |
| 350142 | 2011 SP61              | 4 d'octubre de 1996    | Kitt Peak            | Spacewatch                  |
| 350143 | 2011 SW63              | 23 d'abril de 1998     | Socorro              | LINEAR                      |
| 350144 | 2011 SE64              | 29 d'agost de 2005     | Kitt Peak            | Spacewatch                  |
| 350145 | 2011 SH72              | 12 d'agost de 1997     | Kitt Peak            | Spacewatch                  |
| 350146 | 2011 SD79              | 29 de març de 2009     | Kitt Peak            | Spacewatch                  |
| 350147 | 2011 SO80              | 13 de març de 2005     | Kitt Peak            | Spacewatch                  |
| 350148 | 2011 SN83              | 7 de novembre de 2007  | Kitt Peak            | Spacewatch                  |
| 350149 | 2011 SQ86              | 17 de setembre de 1995 | Kitt Peak            | Spacewatch                  |
| 350150 | 2011 SG88              | 3 de juliol de 2011    | Mount Lemmon         | Mt. Lemmon Survey           |
| 350151 | 2011 SJ101             | 31 de març de 2009     | Mount Lemmon         | Mt. Lemmon Survey           |
| 350152 | 2011 SD104             | 19 de desembre de 2007 | Mount Lemmon         | Mt. Lemmon Survey           |
| 350153 | 2011 SH114             | 14 de desembre de 2001 | Socorro              | LINEAR                      |
| 350154 | 2011 SJ136             | 12 de novembre de 2006 | Mount Lemmon         | Mt. Lemmon Survey           |
| 350155 | 2011 SZ137             | 30 de setembre de 2003 | Kvistaberg           | Uppsala-DLR Asteroid Survey |
| 350156 | 2011 SU180             | 31 d'agost de 2005     | Palomar              | NEAT                        |
| 350157 | 2011 SU182             | 26 de setembre de 2006 | Kitt Peak            | Spacewatch                  |
| 350158 | 2011 SH195             | 19 de novembre de 2007 | Kitt Peak            | Spacewatch                  |
| 350159 | 2011 ST202             | 6 de juliol de 2005    | Kitt Peak            | Spacewatch                  |
| 350160 | 2011 SP206             | 21 de juliol de 2006   | Mount Lemmon         | Mt. Lemmon Survey           |
| 350161 | 2011 SZ221             | 4 d'agost de 2005      | Palomar              | NEAT                        |
| 350162 | 2011 SE236             | 25 d'agost de 2004     | Kitt Peak            | Spacewatch                  |
| 350163 | 2011 SV261             | 23 d'octubre de 2006   | Catalina             | CSS                         |
| 350164 | 2011 TB6               | 7 de juliol de 2005    | Kitt Peak            | Spacewatch                  |
| 350165 | 2011 TO11              | 16 de setembre de 2006 | Kitt Peak            | Spacewatch                  |
| 350166 | 2011 TH12              | 2 d'octubre de 2000    | Kitt Peak            | Spacewatch                  |
| 350167 | 2011 TL13              | 16 de setembre de 2006 | Catalina             | CSS                         |
| 350168 | 2011 TK16              | 29 de setembre de 2005 | Kitt Peak            | Spacewatch                  |
| 350169 | 2011 UL                | 18 de juliol de 2006   | Siding Spring        | Siding Spring Survey        |
| 350170 | 2011 UP18              | 23 de març de 2003     | Apache Point         | Sloan Digital Sky Survey    |
| 350171 | 2011 UF33              | 30 d'agost de 2005     | Palomar              | NEAT                        |
| 350172 | 2011 UC86              | 15 de desembre de 2001 | Apache Point         | Sloan Digital Sky Survey    |
| 350173 | 2011 UL96              | 25 de setembre de 2006 | Mount Lemmon         | Mt. Lemmon Survey           |
| 350174 | 2011 US115             | 29 de juliol de 2005   | Palomar              | NEAT                        |
| 350175 | 2011 UA116             | 30 d'octubre de 2002   | Palomar              | NEAT                        |
| 350176 | 2011 UK122             | 1 de març de 2004      | Kitt Peak            | Spacewatch                  |
| 350177 | 2011 UD131             | 29 d'agost de 2005     | Kitt Peak            | Spacewatch                  |
| 350178 | 2011 UR139             | 30 de març de 1992     | Tautenburg           | F. Borngen                  |
| 350179 | 2011 UY145             | 16 de maig de 2004     | Kitt Peak            | Spacewatch                  |
| 350180 | 2011 UU181             | 28 de setembre de 2006 | Mount Lemmon         | Mt. Lemmon Survey           |
| 350181 | 2011 UJ185             | 11 de novembre de 2006 | Kitt Peak            | Spacewatch                  |
| 350182 | 2011 UL188             | 30 de maig de 2005     | Siding Spring        | Siding Spring Survey        |
| 350183 | 2011 UD198             | 13 d'octubre de 1998   | Kitt Peak            | Spacewatch                  |
| 350184 | 2011 UU256             | 29 d'agost de 2005     | Palomar              | NEAT                        |
| 350185 | 2011 UA260             | 3 de juny de 2006      | Mauna Kea            | D. D. Balam                 |
| 350186 | 2011 UY301             | 27 de juliol de 2005   | Palomar              | NEAT                        |
| 350187 | 2011 US325             | 6 de febrer de 2008    | Catalina             | CSS                         |
| 350188 | 2011 UR332             | 23 de desembre de 2001 | Kitt Peak            | Spacewatch                  |
| 350189 | 2011 UT336             | 20 de setembre de 2001 | Apache Point         | Sloan Digital Sky Survey    |
| 350190 | 2011 UE397             | 11 d'abril de 2003     | Kitt Peak            | Spacewatch                  |
| 350191 | 2011 UG402             | 19 de gener de 2002    | Kitt Peak            | Spacewatch                  |
| 350192 | 2011 WG32              | 9 de febrer de 2002    | Kitt Peak            | Spacewatch                  |
| 350193 | 2011 WS106             | 31 d'octubre de 2010   | Catalina             | CSS                         |
| 350194 | 2011 WX117             | 22 d'octubre de 2005   | Palomar              | NEAT                        |
| 350195 | 2011 YE2               | 29 de juliol de 2005   | Palomar              | NEAT                        |
| 350196 | 2011 YH65              | 5 de setembre de 2008  | Kitt Peak            | Spacewatch                  |
| 350197 | 2012 AV5               | 25 de novembre de 2005 | Mount Lemmon         | Mt. Lemmon Survey           |
| 350198 | 2012 AL14              | 25 de setembre de 2009 | Catalina             | CSS                         |
| 350199 | 2012 BK68              | 26 de febrer de 2007   | Mount Lemmon         | Mt. Lemmon Survey           |
| 350200 | 2012 CA6               | 20 de novembre de 2006 | Kitt Peak            | Spacewatch                  |

## 350201-350300
| Nom    | Designació provisional | Data de descobriment   | Lloc de descobriment | Descobridor/s            |
| ------ | ---------------------- | ---------------------- | -------------------- | ------------------------ |
| 350201 | 2012 HC23              | 16 de gener de 2005    | Catalina             | CSS                      |
| 350202 | 2012 LL11              | 13 d'octubre de 2002   | Palomar              | NEAT                     |
| 350203 | 2012 OF6               | 22 de desembre de 2003 | Kitt Peak            | Spacewatch               |
| 350204 | 2012 PL5               | 31 d'octubre de 1999   | Socorro              | LINEAR                   |
| 350205 | 2012 QE2               | 25 de maig de 2006     | Mauna Kea            | P. A. Wiegert            |
| 350206 | 2012 QS39              | 21 de setembre de 2001 | Socorro              | LINEAR                   |
| 350207 | 2012 QB41              | 28 de gener de 2006    | Kitt Peak            | Spacewatch               |
| 350208 | 2012 RA1               | 31 d'agost de 2005     | Kitt Peak            | Spacewatch               |
| 350209 | 2012 RH8               | 22 de desembre de 2005 | Kitt Peak            | Spacewatch               |
| 350210 | 2012 RQ12              | 5 de desembre de 2002  | Socorro              | LINEAR                   |
| 350211 | 2012 RO22              | 10 d'abril de 2005     | Kitt Peak            | Spacewatch               |
| 350212 | 2012 RD25              | 24 d'octubre de 2005   | Mauna Kea            | A. Boattini              |
| 350213 | 2012 RK27              | 5 de juliol de 2003    | Kitt Peak            | Spacewatch               |
| 350214 | 2012 RU33              | 16 de novembre de 2009 | Kitt Peak            | Spacewatch               |
| 350215 | 2012 RW40              | 16 d'agost de 2006     | Palomar              | NEAT                     |
| 350216 | 2012 SV17              | 20 d'octubre de 2007   | Mount Lemmon         | Mt. Lemmon Survey        |
| 350217 | 2012 SW17              | 14 de gener de 2010    | WISE                 | WISE                     |
| 350218 | 2012 SW18              | 18 de setembre de 2006 | Kitt Peak            | Spacewatch               |
| 350219 | 2012 SJ19              | 3 de maig de 2006      | Mount Lemmon         | Mt. Lemmon Survey        |
| 350220 | 2012 SV22              | 13 d'octubre de 1999   | Apache Point         | Sloan Digital Sky Survey |
| 350221 | 2012 SN27              | 30 de desembre de 2005 | Kitt Peak            | Spacewatch               |
| 350222 | 2012 SM54              | 22 de setembre de 2006 | Catalina             | CSS                      |
| 350223 | 2012 SH55              | 17 de novembre de 2004 | Campo Imperatore     | CINEOS                   |
| 350224 | 2012 SJ62              | 29 d'agost de 2005     | Palomar              | NEAT                     |
| 350225 | 2012 TU9               | 18 de setembre de 1995 | Kitt Peak            | Spacewatch               |
| 350226 | 2012 TF11              | 19 d'octubre de 2003   | Palomar              | NEAT                     |
| 350227 | 2012 TK12              | 14 de setembre de 2007 | Anderson Mesa        | LONEOS                   |
| 350228 | 2012 TS17              | 8 d'abril de 2002      | Kitt Peak            | Spacewatch               |
| 350229 | 2012 TV18              | 6 d'octubre de 1996    | Kitt Peak            | Spacewatch               |
| 350230 | 2012 TW26              | 7 d'octubre de 2008    | Catalina             | CSS                      |
| 350231 | 2012 TY26              | 4 de desembre de 1999  | Kitt Peak            | Spacewatch               |
| 350232 | 2012 TZ33              | 15 de desembre de 2001 | Socorro              | LINEAR                   |
| 350233 | 2012 TW47              | 18 de setembre de 2003 | Kitt Peak            | Spacewatch               |
| 350234 | 2012 TS56              | 25 d'abril de 2004     | Kitt Peak            | Spacewatch               |
| 350235 | 2012 TG57              | 20 d'octubre de 2003   | Kitt Peak            | Spacewatch               |
| 350236 | 2012 TR57              | 26 d'abril de 2001     | Kitt Peak            | Spacewatch               |
| 350237 | 2012 TY57              | 26 de setembre de 2003 | Apache Point         | Sloan Digital Sky Survey |
| 350238 | 2012 TF68              | 23 de març de 2004     | Kitt Peak            | Spacewatch               |
| 350239 | 2012 TJ68              | 20 de setembre de 2008 | Mount Lemmon         | Mt. Lemmon Survey        |
| 350240 | 2012 TF69              | 18 de setembre de 2003 | Kitt Peak            | Spacewatch               |
| 350241 | 2012 TJ71              | 19 de setembre de 2003 | Palomar              | NEAT                     |
| 350242 | 2012 TX71              | 18 de setembre de 2003 | Kitt Peak            | Spacewatch               |
| 350243 | 2012 TZ78              | 22 d'abril de 2002     | Palomar              | NEAT                     |
| 350244 | 2012 TD80              | 19 d'octubre de 2003   | Kitt Peak            | Spacewatch               |
| 350245 | 2012 TE80              | 18 de desembre de 2001 | Socorro              | LINEAR                   |
| 350246 | 2012 TX88              | 13 de juliol de 2001   | Palomar              | NEAT                     |
| 350247 | 2012 TL89              | 24 d'octubre de 1995   | Kitt Peak            | Spacewatch               |
| 350248 | 2012 TN89              | 23 de setembre de 2005 | Kitt Peak            | Spacewatch               |
| 350249 | 2012 TO89              | 9 de setembre de 2008  | Mount Lemmon         | Mt. Lemmon Survey        |
| 350250 | 2012 TR99              | 20 de setembre de 2006 | Kitt Peak            | Spacewatch               |
| 350251 | 2012 TM100             | 29 de juny de 2001     | Anderson Mesa        | LONEOS                   |
| 350252 | 2012 TD125             | 19 de setembre de 2003 | Campo Imperatore     | CINEOS                   |
| 350253 | 2012 TS125             | 16 de novembre de 2003 | Catalina             | CSS                      |
| 350254 | 2012 TG131             | 8 d'abril de 2006      | Kitt Peak            | Spacewatch               |
| 350255 | 2012 TE145             | 7 de maig de 2010      | Mount Lemmon         | Mt. Lemmon Survey        |
| 350256 | 2012 TQ148             | 19 de novembre de 2001 | Socorro              | LINEAR                   |
| 350257 | 2012 TG149             | 15 de maig de 2004     | Siding Spring        | Siding Spring Survey     |
| 350258 | 2012 TU151             | 21 de febrer de 2007   | Mount Lemmon         | Mt. Lemmon Survey        |
| 350259 | 2012 TV155             | 4 de setembre de 2008  | Kitt Peak            | Spacewatch               |
| 350260 | 2012 TL169             | 14 de desembre de 1999 | Socorro              | LINEAR                   |
| 350261 | 2012 TB175             | 15 de febrer de 2004   | Socorro              | LINEAR                   |
| 350262 | 2012 TA186             | 25 d'agost de 2003     | Bergisch Gladbac     | W. Bickel                |
| 350263 | 2012 TO186             | 24 d'abril de 2004     | Kitt Peak            | Spacewatch               |
| 350264 | 2012 TG187             | 21 de novembre de 2003 | Socorro              | LINEAR                   |
| 350265 | 2012 TL187             | 27 d'octubre de 2003   | Kitt Peak            | Spacewatch               |
| 350266 | 2012 TX189             | 2 de juliol de 2011    | Kitt Peak            | Spacewatch               |
| 350267 | 2012 TQ193             | 18 de març de 2010     | Mount Lemmon         | Mt. Lemmon Survey        |
| 350268 | 2012 TY193             | 22 d'agost de 2007     | Kitt Peak            | Spacewatch               |
| 350269 | 2012 TD194             | 28 d'abril de 2004     | Kitt Peak            | Spacewatch               |
| 350270 | 2012 TG196             | 19 de setembre de 2006 | Kitt Peak            | Spacewatch               |
| 350271 | 2012 TE197             | 7 d'abril de 2005      | Kitt Peak            | Spacewatch               |
| 350272 | 2012 TP215             | 10 de desembre de 2006 | Kitt Peak            | Spacewatch               |
| 350273 | 2012 TR215             | 21 d'octubre de 2001   | Kitt Peak            | Spacewatch               |
| 350274 | 2012 TT215             | 14 de desembre de 2004 | Kitt Peak            | Spacewatch               |
| 350275 | 2012 TD219             | 26 de setembre de 1998 | Socorro              | LINEAR                   |
| 350276 | 2012 TO230             | 19 de juliol de 2004   | Siding Spring        | Siding Spring Survey     |
| 350277 | 2012 TR232             | 9 d'octubre de 1999    | Socorro              | LINEAR                   |
| 350278 | 2012 TU232             | 29 de setembre de 2005 | Catalina             | CSS                      |
| 350279 | 2012 TX232             | 7 d'octubre de 2008    | Catalina             | CSS                      |
| 350280 | 2012 TK241             | 12 de setembre de 1994 | Kitt Peak            | Spacewatch               |
| 350281 | 2012 TA246             | 22 de setembre de 2001 | Kitt Peak            | Spacewatch               |
| 350282 | 2012 TD255             | 13 de gener de 2005    | Kitt Peak            | Spacewatch               |
| 350283 | 2012 TD256             | 4 de febrer de 2009    | Catalina             | CSS                      |
| 350284 | 2012 TK285             | 27 de setembre de 2003 | Socorro              | LINEAR                   |
| 350285 | 2012 TE286             | 12 de setembre de 2001 | Kitt Peak            | Spacewatch               |
| 350286 | 2012 TL286             | 29 de setembre de 2003 | Kitt Peak            | Spacewatch               |
| 350287 | 2012 TQ286             | 19 d'agost de 2003     | Campo Imperatore     | CINEOS                   |
| 350288 | 2012 TX290             | 20 de novembre de 2001 | Socorro              | LINEAR                   |
| 350289 | 2012 TT293             | 19 d'octubre de 2006   | Mount Lemmon         | Mt. Lemmon Survey        |
| 350290 | 2012 TL294             | 4 d'abril de 2005      | Mount Lemmon         | Mt. Lemmon Survey        |
| 350291 | 2012 TW294             | 12 de març de 2010     | Mount Lemmon         | Mt. Lemmon Survey        |
| 350292 | 2012 TB296             | 13 de març de 2005     | Catalina             | CSS                      |
| 350293 | 2012 TX296             | 2 d'octubre de 1999    | Ondrejov             | L. Sarounova             |
| 350294 | 2012 TQ306             | 12 de setembre de 2001 | Socorro              | LINEAR                   |
| 350295 | 2012 TU310             | 24 de gener de 2003    | Palomar              | NEAT                     |
| 350296 | 2012 TA311             | 11 de juny de 2010     | Mount Lemmon         | Mt. Lemmon Survey        |
| 350297 | 2012 TL312             | 16 de juliol de 2001   | Anderson Mesa        | LONEOS                   |
| 350298 | 2012 TM312             | 21 de setembre de 2001 | Palomar              | NEAT                     |
| 350299 | 2012 TY313             | 5 de novembre de 1991  | Kitt Peak            | Spacewatch               |
| 350300 | 2012 UJ31              | 18 d'octubre de 2003   | Kitt Peak            | Spacewatch               |

## 350301-350400
| Nom    | Designació provisional | Data de descobriment   | Lloc de descobriment | Descobridor/s            |
| ------ | ---------------------- | ---------------------- | -------------------- | ------------------------ |
| 350301 | 2012 UR32              | 20 de setembre de 2001 | Socorro              | LINEAR                   |
| 350302 | 2012 UQ33              | 9 de març de 2007      | Kitt Peak            | Spacewatch               |
| 350303 | 2012 UW35              | 18 de juny de 2005     | Mount Lemmon         | Mt. Lemmon Survey        |
| 350304 | 2012 UT38              | 20 de maig de 2005     | Mount Lemmon         | Mt. Lemmon Survey        |
| 350305 | 2012 UD42              | 14 de maig de 2004     | Kitt Peak            | Spacewatch               |
| 350306 | 2012 UP43              | 19 de gener de 2001    | Kitt Peak            | Spacewatch               |
| 350307 | 2012 US43              | 20 de desembre de 1995 | Kitt Peak            | Spacewatch               |
| 350308 | 2012 US46              | 3 de març de 2000      | Apache Point         | Sloan Digital Sky Survey |
| 350309 | 2012 UZ46              | 6 de febrer de 2002    | Kitt Peak            | Spacewatch               |
| 350310 | 2012 UR48              | 25 d'octubre de 2003   | Kitt Peak            | Spacewatch               |
| 350311 | 2012 UK52              | 6 de novembre de 2005  | Mount Lemmon         | Mt. Lemmon Survey        |
| 350312 | 2012 UW52              | 26 de gener de 2006    | Mount Lemmon         | Mt. Lemmon Survey        |
| 350313 | 2012 UB55              | 7 de maig de 2005      | Kitt Peak            | Spacewatch               |
| 350314 | 2012 UJ55              | 30 d'octubre de 2007   | Kitt Peak            | Spacewatch               |
| 350315 | 2012 UW58              | 26 de setembre de 2001 | Socorro              | LINEAR                   |
| 350316 | 2012 US59              | 10 de juliol de 2004   | Palomar              | NEAT                     |
| 350317 | 2012 UG61              | 26 de setembre de 2003 | Apache Point         | Sloan Digital Sky Survey |
| 350318 | 2012 UY61              | 17 de setembre de 1995 | Kitt Peak            | Spacewatch               |
| 350319 | 2012 UF62              | 3 de novembre de 2004  | Kitt Peak            | Spacewatch               |
| 350320 | 2012 UD63              | 21 de setembre de 2003 | Anderson Mesa        | LONEOS                   |
| 350321 | 2012 UZ65              | 18 de març de 2010     | Kitt Peak            | Spacewatch               |
| 350322 | 2012 UA66              | 7 d'octubre de 2004    | Kitt Peak            | Spacewatch               |
| 350323 | 2012 UN66              | 12 de febrer de 2002   | Socorro              | LINEAR                   |
| 350324 | 2012 UW74              | 12 de desembre de 2009 | Pla D'Arguines       | R. Ferrando              |
| 350325 | 2012 UY74              | 24 de desembre de 2005 | Kitt Peak            | Spacewatch               |
| 350326 | 2012 UU76              | 20 de setembre de 2001 | Socorro              | LINEAR                   |
| 350327 | 2012 UM77              | 20 d'abril de 1993     | Kitt Peak            | Spacewatch               |
| 350328 | 2012 UU77              | 26 d'agost de 2005     | Palomar              | NEAT                     |
| 350329 | 2012 UG78              | 30 d'abril de 2006     | Kitt Peak            | Spacewatch               |
| 350330 | 2012 UV88              | 14 de setembre de 2007 | Mount Lemmon         | Mt. Lemmon Survey        |
| 350331 | 2012 UP89              | 5 de setembre de 1999  | Anderson Mesa        | LONEOS                   |
| 350332 | 2012 UQ89              | 10 de novembre de 1996 | Kitt Peak            | Spacewatch               |
| 350333 | 2012 UM90              | 1 de novembre de 1999  | Kitt Peak            | Spacewatch               |
| 350334 | 2012 UZ97              | 10 de setembre de 2007 | Catalina             | CSS                      |
| 350335 | 2012 UG99              | 22 de febrer de 2003   | Anderson Mesa        | LONEOS                   |
| 350336 | 2012 UG100             | 26 de setembre de 2003 | Desert Eagle         | W. K. Y. Yeung           |
| 350337 | 2012 UO100             | 16 de març de 2005     | Mount Lemmon         | Mt. Lemmon Survey        |
| 350338 | 2012 UE102             | 14 de novembre de 1995 | Kitt Peak            | Spacewatch               |
| 350339 | 2012 UO102             | 16 d'abril de 2005     | Kitt Peak            | Spacewatch               |
| 350340 | 2012 UG103             | 25 de febrer de 2009   | Catalina             | CSS                      |
| 350341 | 2012 UQ103             | 23 de novembre de 2003 | Kitt Peak            | Spacewatch               |
| 350342 | 2012 UT103             | 16 d'octubre de 2006   | Catalina             | CSS                      |
| 350343 | 2012 UJ105             | 18 de maig de 2010     | WISE                 | WISE                     |
| 350344 | 2012 UQ105             | 6 de novembre de 1999  | Eskridge             | G. Bell, G. Hug          |
| 350345 | 2012 UD108             | 18 de març de 2004     | Kitt Peak            | Spacewatch               |
| 350346 | 2012 UL108             | 10 d'octubre de 1999   | Kitt Peak            | Spacewatch               |
| 350347 | 2012 UM108             | 10 d'octubre de 2002   | Palomar              | NEAT                     |
| 350348 | 2012 UO109             | 6 de desembre de 2007  | Mount Lemmon         | Mt. Lemmon Survey        |
| 350349 | 2012 UP109             | 19 de desembre de 1995 | Kitt Peak            | Spacewatch               |
| 350350 | 2012 UX110             | 7 de gener de 2006     | Kitt Peak            | Spacewatch               |
| 350351 | 2012 UT118             | 24 de novembre de 2001 | Socorro              | LINEAR                   |
| 350352 | 2012 UE119             | 14 de desembre de 2003 | Kitt Peak            | Spacewatch               |
| 350353 | 2012 UL119             | 9 d'octubre de 2007    | Socorro              | LINEAR                   |
| 350354 | 2012 UQ121             | 10 d'octubre de 2005   | Catalina             | CSS                      |
| 350355 | 2012 UJ123             | 17 de desembre de 2001 | Kitt Peak            | Spacewatch               |
| 350356 | 2012 UK124             | 8 de novembre de 2008  | Mount Lemmon         | Mt. Lemmon Survey        |
| 350357 | 2012 UO124             | 27 de gener de 2003    | Socorro              | LINEAR                   |
| 350358 | 2012 UU124             | 15 de gener de 2004    | Kitt Peak            | Spacewatch               |
| 350359 | 2012 UF127             | 2 d'octubre de 2003    | Kitt Peak            | Spacewatch               |
| 350360 | 2012 UJ131             | 26 de setembre de 2001 | Socorro              | LINEAR                   |
| 350361 | 2012 UC135             | 17 de febrer de 2007   | Mount Lemmon         | Mt. Lemmon Survey        |
| 350362 | 2012 UR135             | 7 d'octubre de 2008    | Mount Lemmon         | Mt. Lemmon Survey        |
| 350363 | 2012 UQ137             | 19 de desembre de 2003 | Kitt Peak            | Spacewatch               |
| 350364 | 2012 UL143             | 20 d'agost de 2006     | Palomar              | NEAT                     |
| 350365 | 2012 UF145             | 9 de març de 2003      | Kitt Peak            | Spacewatch               |
| 350366 | 2012 UN146             | 12 de febrer de 2010   | WISE                 | WISE                     |
| 350367 | 2012 UX150             | 11 de novembre de 2001 | Kitt Peak            | Spacewatch               |
| 350368 | 2012 UG151             | 30 de novembre de 2008 | Kitt Peak            | Spacewatch               |
| 350369 | 2012 UF152             | 30 de desembre de 2005 | Kitt Peak            | Spacewatch               |
| 350370 | 2012 UG152             | 22 d'octubre de 1998   | Caussols             | ODAS                     |
| 350371 | 2012 UZ152             | 27 d'octubre de 2005   | Kitt Peak            | Spacewatch               |
| 350372 | 2012 UL153             | 3 d'octubre de 2006    | Mount Lemmon         | Mt. Lemmon Survey        |
| 350373 | 2012 UO153             | 29 de juliol de 2008   | La Sagra             | La Sagra                 |
| 350374 | 2012 UR153             | 23 de novembre de 1998 | Kitt Peak            | Spacewatch               |
| 350375 | 2012 UC154             | 30 de novembre de 2005 | Kitt Peak            | Spacewatch               |
| 350376 | 2012 UP154             | 7 de setembre de 1999  | Socorro              | LINEAR                   |
| 350377 | 2012 UQ155             | 19 de setembre de 2003 | Kitt Peak            | Spacewatch               |
| 350378 | 2012 UB160             | 5 de gener de 2003     | Socorro              | LINEAR                   |
| 350379 | 2012 UG160             | 4 de juny de 2003      | Kitt Peak            | Spacewatch               |
| 350380 | 2012 UZ160             | 16 de març de 2004     | Catalina             | CSS                      |
| 350381 | 2012 UL162             | 18 de desembre de 2001 | Socorro              | LINEAR                   |
| 350382 | 2012 UF164             | 21 de novembre de 2003 | Junk Bond            | D. Healy                 |
| 350383 | 2012 VM4               | 17 de gener de 2005    | Kitt Peak            | Spacewatch               |
| 350384 | 2012 VS5               | 31 d'agost de 2002     | Kitt Peak            | Spacewatch               |
| 350385 | 2012 VT8               | 12 d'octubre de 1998   | Kitt Peak            | Spacewatch               |
| 350386 | 2012 VF10              | 5 de febrer de 2005    | Palomar              | NEAT                     |
| 350387 | 2012 VP10              | 15 d'abril de 1997     | Kitt Peak            | Spacewatch               |
| 350388 | 2012 VT10              | 3 d'octubre de 1997    | Caussols             | ODAS                     |
| 350389 | 2012 VM11              | 10 d'octubre de 2007   | Mount Lemmon         | Mt. Lemmon Survey        |
| 350390 | 2012 VV12              | 6 d'octubre de 2008    | Mount Lemmon         | Mt. Lemmon Survey        |
| 350391 | 2012 VJ14              | 20 de novembre de 2008 | Kitt Peak            | Spacewatch               |
| 350392 | 2012 VA17              | 26 de setembre de 2005 | Goodricke-Pigott     | R. A. Tucker             |
| 350393 | 2012 VD18              | 23 d'octubre de 2006   | Kitt Peak            | Spacewatch               |
| 350394 | 2012 VQ18              | 31 de desembre de 2008 | Catalina             | CSS                      |
| 350395 | 2012 VR18              | 25 de setembre de 2006 | Mount Lemmon         | Mt. Lemmon Survey        |
| 350396 | 2012 VF19              | 9 d'abril de 2005      | Mount Lemmon         | Mt. Lemmon Survey        |
| 350397 | 2012 VT21              | 22 d'abril de 2007     | Mount Lemmon         | Mt. Lemmon Survey        |
| 350398 | 2012 VR24              | 29 de setembre de 2003 | Kitt Peak            | Spacewatch               |
| 350399 | 2012 VA25              | 19 de desembre de 1998 | Kitt Peak            | Spacewatch               |
| 350400 | 2012 VR26              | 27 d'octubre de 2008   | Kitt Peak            | Spacewatch               |

## 350401-350500
| Nom    | Designació provisional | Data de descobriment   | Lloc de descobriment | Descobridor/s                                          |
| ------ | ---------------------- | ---------------------- | -------------------- | ------------------------------------------------------ |
| 350401 | 2012 VT30              | 11 de desembre de 2004 | Kitt Peak            | Spacewatch                                             |
| 350402 | 2012 VL31              | 11 de febrer de 2004   | Kitt Peak            | Spacewatch                                             |
| 350403 | 2012 VG32              | 4 de novembre de 2007  | Kitt Peak            | Spacewatch                                             |
| 350404 | 2012 VN32              | 12 d'agost de 1999     | Anderson Mesa        | LONEOS                                                 |
| 350405 | 2012 VO32              | 30 de setembre de 2003 | Kitt Peak            | Spacewatch                                             |
| 350406 | 2012 VE35              | 15 de gener de 2005    | Kitt Peak            | Spacewatch                                             |
| 350407 | 2012 VO36              | 4 de desembre de 2005  | Kitt Peak            | Spacewatch                                             |
| 350408 | 2012 VS38              | 30 de novembre de 1999 | Kitt Peak            | Spacewatch                                             |
| 350409 | 2012 VP39              | 12 de setembre de 2007 | Mount Lemmon         | Mt. Lemmon Survey                                      |
| 350410 | 2012 VO40              | 15 de setembre de 1998 | Kitt Peak            | Spacewatch                                             |
| 350411 | 2012 VS41              | 22 d'octubre de 2003   | Kitt Peak            | Spacewatch                                             |
| 350412 | 2012 VN54              | 3 de maig de 2005      | Kitt Peak            | Spacewatch                                             |
| 350413 | 2012 VT56              | 19 de setembre de 2001 | Socorro              | LINEAR                                                 |
| 350414 | 2012 VH59              | 19 de gener de 2009    | Mount Lemmon         | Mt. Lemmon Survey                                      |
| 350415 | 2012 VN60              | 20 d'abril de 2006     | Kitt Peak            | Spacewatch                                             |
| 350416 | 2012 VF61              | 8 de juliol de 2003    | Palomar              | NEAT                                                   |
| 350417 | 2012 VH62              | 15 de gener de 2005    | Kitt Peak            | Spacewatch                                             |
| 350418 | 2012 VP63              | 19 de setembre de 2006 | Kitt Peak            | Spacewatch                                             |
| 350419 | 2012 VO64              | 18 d'octubre de 2003   | Kitt Peak            | Spacewatch                                             |
| 350420 | 2012 VT65              | 20 de novembre de 2001 | Socorro              | LINEAR                                                 |
| 350421 | 2012 VF72              | 13 de febrer de 2010   | Catalina             | CSS                                                    |
| 350422 | 2012 VK72              | 11 d'octubre de 2001   | Kitt Peak            | Spacewatch                                             |
| 350423 | 2012 VO72              | 11 de juny de 2004     | Kitt Peak            | Spacewatch                                             |
| 350424 | 2012 VU72              | 12 de setembre de 2007 | Anderson Mesa        | LONEOS                                                 |
| 350425 | 2012 VX73              | 26 de setembre de 2006 | Catalina             | CSS                                                    |
| 350426 | 2012 VC75              | 20 de maig de 2006     | Kitt Peak            | Spacewatch                                             |
| 350427 | 2012 VJ80              | 4 de novembre de 2007  | Kitt Peak            | Spacewatch                                             |
| 350428 | 2012 VQ82              | 24 d'octubre de 2003   | Kitt Peak            | Spacewatch                                             |
| 350429 | 2012 VY82              | 30 de novembre de 2008 | Kitt Peak            | Spacewatch                                             |
| 350430 | 2012 VO83              | 26 de gener de 2001    | Kitt Peak            | Spacewatch                                             |
| 350431 | 2012 VG84              | 13 de març de 2007     | Mount Lemmon         | Mt. Lemmon Survey                                      |
| 350432 | 2012 VO84              | 17 de setembre de 2006 | Anderson Mesa        | LONEOS                                                 |
| 350433 | 2012 VV85              | 25 de març de 2006     | Kitt Peak            | Spacewatch                                             |
| 350434 | 2012 VH91              | 19 d'agost de 2002     | Palomar              | NEAT                                                   |
| 350435 | 2012 VO91              | 14 de setembre de 2006 | Catalina             | CSS                                                    |
| 350436 | 2012 VT96              | 19 d'abril de 2006     | Kitt Peak            | Spacewatch                                             |
| 350437 | 2012 WK                | 25 de setembre de 2006 | Catalina             | CSS                                                    |
| 350438 | 2012 WM                | 19 de novembre de 2003 | Anderson Mesa        | LONEOS                                                 |
| 350439 | 2012 WF1               | 1 de gener de 2009     | Mount Lemmon         | Mt. Lemmon Survey                                      |
| 350440 | 2012 WW7               | 27 d'agost de 2006     | Anderson Mesa        | LONEOS                                                 |
| 350441 | 5073 T-3               | 16 d'octubre de 1977   | Palomar              | C. J. van Houten, I. van Houten-Groeneveld, T. Gehrels |
| 350442 | 1979 ME2               | 23 de juny de 1979     | Siding Spring        | E. F. Helin, S. J. Bus                                 |
| 350443 | 1993 TA26              | 9 d'octubre de 1993    | La Silla             | E. W. Elst                                             |
| 350444 | 1994 XZ1               | 1 de desembre de 1994  | Kitt Peak            | Spacewatch                                             |
| 350445 | 1995 CC6               | 1 de febrer de 1995    | Kitt Peak            | Spacewatch                                             |
| 350446 | 1995 FJ4               | 23 de març de 1995     | Kitt Peak            | Spacewatch                                             |
| 350447 | 1995 SQ73              | 29 de setembre de 1995 | Kitt Peak            | Spacewatch                                             |
| 350448 | 1995 UN31              | 21 d'octubre de 1995   | Kitt Peak            | Spacewatch                                             |
| 350449 | 1995 YC12              | 18 de desembre de 1995 | Kitt Peak            | Spacewatch                                             |
| 350450 | 1996 ET13              | 11 de març de 1996     | Kitt Peak            | Spacewatch                                             |
| 350451 | 1996 RH6               | 5 de setembre de 1996  | Kitt Peak            | Spacewatch                                             |
| 350452 | 1996 TZ34              | 11 d'octubre de 1996   | Kitt Peak            | Spacewatch                                             |
| 350453 | 1996 XM14              | 9 de desembre de 1996  | Kitt Peak            | Spacewatch                                             |
| 350454 | 1997 GW17              | 3 d'abril de 1997      | Socorro              | LINEAR                                                 |
| 350455 | 1997 SB5               | 27 de setembre de 1997 | Mount Hopkins        | C. W. Hergenrother                                     |
| 350456 | 1997 TW10              | 3 d'octubre de 1997    | Kitt Peak            | Spacewatch                                             |
| 350457 | 1997 UZ15              | 11 d'octubre de 1997   | Kitt Peak            | Spacewatch                                             |
| 350458 | 1997 WK6               | 23 de novembre de 1997 | Kitt Peak            | Spacewatch                                             |
| 350459 | 1998 FQ8               | 21 de març de 1998     | Kitt Peak            | Spacewatch                                             |
| 350460 | 1998 HC                | 17 d'abril de 1998     | Kitt Peak            | Spacewatch                                             |
| 350461 | 1998 HE9               | 17 d'abril de 1998     | Kitt Peak            | Spacewatch                                             |
| 350462 | 1998 KG3               | 22 de maig de 1998     | Kitt Peak            | Spacewatch                                             |
| 350463 | 1998 QA                | 17 d'agost de 1998     | Socorro              | LINEAR                                                 |
| 350464 | 1998 QN47              | 17 d'agost de 1998     | Socorro              | LINEAR                                                 |
| 350465 | 1998 QM111             | 27 d'agost de 1998     | Kitt Peak            | Spacewatch                                             |
| 350466 | 1998 SR68              | 19 de setembre de 1998 | Socorro              | LINEAR                                                 |
| 350467 | 1998 SV113             | 26 de setembre de 1998 | Socorro              | LINEAR                                                 |
| 350468 | 1998 TF1               | 12 d'octubre de 1998   | Kitt Peak            | Spacewatch                                             |
| 350469 | 1998 TO36              | 12 d'octubre de 1998   | Kitt Peak            | Spacewatch                                             |
| 350470 | 1998 WX35              | 19 de novembre de 1998 | Kitt Peak            | Spacewatch                                             |
| 350471 | 1998 WC37              | 21 de novembre de 1998 | Kitt Peak            | Spacewatch                                             |
| 350472 | 1998 YS13              | 19 de desembre de 1998 | Kitt Peak            | Spacewatch                                             |
| 350473 | 1999 DG1               | 17 de febrer de 1999   | Socorro              | LINEAR                                                 |
| 350474 | 1999 FH20              | 10 de març de 1999     | Kitt Peak            | Spacewatch                                             |
| 350475 | 1999 RO70              | 7 de setembre de 1999  | Socorro              | LINEAR                                                 |
| 350476 | 1999 RH73              | 7 de setembre de 1999  | Socorro              | LINEAR                                                 |
| 350477 | 1999 RP164             | 9 de setembre de 1999  | Socorro              | LINEAR                                                 |
| 350478 | 1999 RN211             | 8 de setembre de 1999  | Socorro              | LINEAR                                                 |
| 350479 | 1999 RT241             | 14 de setembre de 1999 | Catalina             | CSS                                                    |
| 350480 | 1999 SB                | 16 de setembre de 1999 | Prescott             | P. G. Comba                                            |
| 350481 | 1999 TL2               | 5 de setembre de 1999  | Anderson Mesa        | LONEOS                                                 |
| 350482 | 1999 TS29              | 30 de setembre de 1999 | Catalina             | CSS                                                    |
| 350483 | 1999 TM72              | 9 d'octubre de 1999    | Kitt Peak            | Spacewatch                                             |
| 350484 | 1999 TP109             | 4 d'octubre de 1999    | Socorro              | LINEAR                                                 |
| 350485 | 1999 TY120             | 4 d'octubre de 1999    | Socorro              | LINEAR                                                 |
| 350486 | 1999 TV125             | 4 d'octubre de 1999    | Socorro              | LINEAR                                                 |
| 350487 | 1999 TL137             | 6 d'octubre de 1999    | Socorro              | LINEAR                                                 |
| 350488 | 1999 TF152             | 7 d'octubre de 1999    | Socorro              | LINEAR                                                 |
| 350489 | 1999 UR11              | 29 d'octubre de 1999   | Kitt Peak            | Spacewatch                                             |
| 350490 | 1999 UG29              | 31 d'octubre de 1999   | Kitt Peak            | Spacewatch                                             |
| 350491 | 1999 VW8               | 9 de novembre de 1999  | Baton Rouge          | Cooney Jr., W. R.                                      |
| 350492 | 1999 VP38              | 10 de novembre de 1999 | Socorro              | LINEAR                                                 |
| 350493 | 1999 VL41              | 2 de novembre de 1999  | Kitt Peak            | Spacewatch                                             |
| 350494 | 1999 VB77              | 5 de novembre de 1999  | Kitt Peak            | Spacewatch                                             |
| 350495 | 1999 VC111             | 9 de novembre de 1999  | Socorro              | LINEAR                                                 |
| 350496 | 1999 VE133             | 10 de novembre de 1999 | Kitt Peak            | Spacewatch                                             |
| 350497 | 1999 VB145             | 13 de novembre de 1999 | Catalina             | CSS                                                    |
| 350498 | 1999 VQ175             | 11 de novembre de 1999 | Kitt Peak            | Spacewatch                                             |
| 350499 | 1999 VE197             | 2 de novembre de 1999  | Catalina             | CSS                                                    |
| 350500 | 1999 VE207             | 11 de novembre de 1999 | Kitt Peak            | Spacewatch                                             |

## 350501-350600
| Nom                    | Designació provisional | Data de descobriment   | Lloc de descobriment | Descobridor/s  |
| ---------------------- | ---------------------- | ---------------------- | -------------------- | -------------- |
| 350501                 | 1999 VS210             | 13 de novembre de 1999 | Catalina             | CSS            |
| 350502                 | 1999 WQ17              | 30 de novembre de 1999 | Kitt Peak            | Spacewatch     |
| 350503                 | 1999 XX8               | 5 de desembre de 1999  | Socorro              | LINEAR         |
| 350504                 | 1999 XR54              | 7 de desembre de 1999  | Socorro              | LINEAR         |
| 350505                 | 1999 XS111             | 7 de desembre de 1999  | Socorro              | LINEAR         |
| 350506                 | 1999 XP131             | 12 de desembre de 1999 | Socorro              | LINEAR         |
| 350507                 | 1999 XR163             | 13 de desembre de 1999 | Kitt Peak            | Spacewatch     |
| 350508                 | 1999 XT226             | 14 de desembre de 1999 | Kitt Peak            | Spacewatch     |
| 350509 Vepřoknedlozelo | 2000 AH204             | 14 de gener de 2000    | Klet                 | Klet           |
| 350510                 | 2000 AN212             | 6 de gener de 2000     | Kitt Peak            | Spacewatch     |
| 350511                 | 2000 AB218             | 3 de gener de 2000     | Kitt Peak            | Spacewatch     |
| 350512                 | 2000 AP247             | 2 de gener de 2000     | Socorro              | LINEAR         |
| 350513                 | 2000 BG19              | 28 de gener de 2000    | Kitt Peak            | Spacewatch     |
| 350514                 | 2000 BC34              | 30 de gener de 2000    | Kitt Peak            | Spacewatch     |
| 350515                 | 2000 BK38              | 30 de gener de 2000    | Kitt Peak            | Spacewatch     |
| 350516                 | 2000 BV40              | 29 de gener de 2000    | Kitt Peak            | Spacewatch     |
| 350517                 | 2000 CA55              | 3 de febrer de 2000    | Socorro              | LINEAR         |
| 350518                 | 2000 CH72              | 4 de febrer de 2000    | Siding Spring        | R. H. McNaught |
| 350519                 | 2000 CS107             | 5 de febrer de 2000    | Kitt Peak            | M. W. Buie     |
| 350520                 | 2000 CY140             | 6 de febrer de 2000    | Kitt Peak            | Spacewatch     |
| 350521                 | 2000 DY34              | 29 de febrer de 2000   | Socorro              | LINEAR         |
| 350522                 | 2000 DU88              | 25 de febrer de 2000   | Kitt Peak            | Spacewatch     |
| 350523                 | 2000 EA14              | 3 de març de 2000      | Catalina             | CSS            |
| 350524                 | 2000 EA137             | 12 de març de 2000     | Socorro              | LINEAR         |
| 350525                 | 2000 FC3               | 27 de març de 2000     | Socorro              | LINEAR         |
| 350526                 | 2000 FZ13              | 29 de març de 2000     | Kitt Peak            | Spacewatch     |
| 350527                 | 2000 FZ14              | 29 de març de 2000     | Socorro              | LINEAR         |
| 350528                 | 2000 FB53              | 30 de març de 2000     | Kitt Peak            | Spacewatch     |
| 350529                 | 2000 GQ88              | 4 d'abril de 2000      | Socorro              | LINEAR         |
| 350530                 | 2000 JQ19              | 4 de maig de 2000      | Socorro              | LINEAR         |
| 350531                 | 2000 KE                | 23 de maig de 2000     | Prescott             | P. G. Comba    |
| 350532                 | 2000 KL69              | 29 de maig de 2000     | Kitt Peak            | Spacewatch     |
| 350533                 | 2000 LC33              | 4 de juny de 2000      | Haleakala            | NEAT           |
| 350534                 | 2000 QX37              | 24 d'agost de 2000     | Socorro              | LINEAR         |
| 350535                 | 2000 QY44              | 24 d'agost de 2000     | Socorro              | LINEAR         |
| 350536                 | 2000 QY69              | 29 d'agost de 2000     | Socorro              | LINEAR         |
| 350537                 | 2000 RS59              | 7 de setembre de 2000  | Kitt Peak            | Spacewatch     |
| 350538                 | 2000 RZ60              | 1 de setembre de 2000  | Socorro              | LINEAR         |
| 350539                 | 2000 RM90              | 3 de setembre de 2000  | Socorro              | LINEAR         |
| 350540                 | 2000 SF35              | 24 de setembre de 2000 | Socorro              | LINEAR         |
| 350541                 | 2000 SH47              | 23 de setembre de 2000 | Socorro              | LINEAR         |
| 350542                 | 2000 SO89              | 22 de setembre de 2000 | Elmira               | A. J. Cecce    |
| 350543                 | 2000 SV97              | 23 de setembre de 2000 | Socorro              | LINEAR         |
| 350544                 | 2000 SQ158             | 22 de setembre de 2000 | Kitt Peak            | Spacewatch     |
| 350545                 | 2000 SV173             | 3 de setembre de 2000  | Socorro              | LINEAR         |
| 350546                 | 2000 SJ183             | 20 de setembre de 2000 | Kitt Peak            | Spacewatch     |
| 350547                 | 2000 SG189             | 22 de setembre de 2000 | Kitt Peak            | Spacewatch     |
| 350548                 | 2000 SD192             | 24 de setembre de 2000 | Socorro              | LINEAR         |
| 350549                 | 2000 SO204             | 24 de setembre de 2000 | Socorro              | LINEAR         |
| 350550                 | 2000 SH225             | 27 de setembre de 2000 | Socorro              | LINEAR         |
| 350551                 | 2000 SL296             | 23 de setembre de 2000 | Socorro              | LINEAR         |
| 350552                 | 2000 SN310             | 26 de setembre de 2000 | Socorro              | LINEAR         |
| 350553                 | 2000 SL327             | 30 de setembre de 2000 | Kitt Peak            | Spacewatch     |
| 350554                 | 2000 SE370             | 28 d'agost de 2000     | Socorro              | LINEAR         |
| 350555                 | 2000 TM7               | 1 d'octubre de 2000    | Socorro              | LINEAR         |
| 350556                 | 2000 TG22              | 3 d'octubre de 2000    | Socorro              | LINEAR         |
| 350557                 | 2000 TD61              | 2 d'octubre de 2000    | Anderson Mesa        | LONEOS         |
| 350558                 | 2000 UM29              | 24 d'octubre de 2000   | Socorro              | LINEAR         |
| 350559                 | 2000 UE30              | 31 d'octubre de 2000   | Socorro              | LINEAR         |
| 350560                 | 2000 UM34              | 24 d'octubre de 2000   | Socorro              | LINEAR         |
| 350561                 | 2000 UR64              | 25 d'octubre de 2000   | Socorro              | LINEAR         |
| 350562                 | 2000 UB74              | 2 d'octubre de 2000    | Socorro              | LINEAR         |
| 350563                 | 2000 UN75              | 31 d'octubre de 2000   | Socorro              | LINEAR         |
| 350564                 | 2000 UK102             | 25 d'octubre de 2000   | Socorro              | LINEAR         |
| 350565                 | 2000 UN110             | 30 d'octubre de 2000   | Socorro              | LINEAR         |
| 350566                 | 2000 WY183             | 30 de novembre de 2000 | Anderson Mesa        | LONEOS         |
| 350567                 | 2000 WM190             | 18 de novembre de 2000 | Anderson Mesa        | LONEOS         |
| 350568                 | 2000 XH4               | 1 de desembre de 2000  | Socorro              | LINEAR         |
| 350569                 | 2000 YY2               | 18 de desembre de 2000 | Kitt Peak            | Spacewatch     |
| 350570                 | 2000 YU38              | 30 de desembre de 2000 | Socorro              | LINEAR         |
| 350571                 | 2000 YX49              | 30 de desembre de 2000 | Socorro              | LINEAR         |
| 350572                 | 2000 YR97              | 30 de desembre de 2000 | Socorro              | LINEAR         |
| 350573                 | 2001 BT75              | 26 de gener de 2001    | Socorro              | LINEAR         |
| 350574                 | 2001 BN83              | 18 de gener de 2001    | Haleakala            | NEAT           |
| 350575                 | 2001 DE62              | 26 de gener de 2001    | Kitt Peak            | Spacewatch     |
| 350576                 | 2001 EH15              | 15 de març de 2001     | Kitt Peak            | Spacewatch     |
| 350577                 | 2001 FW88              | 26 de març de 2001     | Kitt Peak            | Spacewatch     |
| 350578                 | 2001 HG65              | 28 d'abril de 2001     | Kitt Peak            | Spacewatch     |
| 350579                 | 2001 KX63              | 21 de maig de 2001     | Anderson Mesa        | LONEOS         |
| 350580                 | 2001 MW8               | 19 de juny de 2001     | Palomar              | NEAT           |
| 350581                 | 2001 OC55              | 22 de juliol de 2001   | Palomar              | NEAT           |
| 350582                 | 2001 OU79              | 29 de juliol de 2001   | Palomar              | NEAT           |
| 350583                 | 2001 PL15              | 9 d'agost de 2001      | Palomar              | NEAT           |
| 350584                 | 2001 PP15              | 9 d'agost de 2001      | Palomar              | NEAT           |
| 350585                 | 2001 PH16              | 9 d'agost de 2001      | Palomar              | NEAT           |
| 350586                 | 2001 PZ42              | 12 d'agost de 2001     | Palomar              | NEAT           |
| 350587                 | 2001 QR15              | 16 d'agost de 2001     | Socorro              | LINEAR         |
| 350588                 | 2001 QT44              | 16 d'agost de 2001     | Socorro              | LINEAR         |
| 350589                 | 2001 QP61              | 16 d'agost de 2001     | Socorro              | LINEAR         |
| 350590                 | 2001 QU82              | 17 d'agost de 2001     | Socorro              | LINEAR         |
| 350591                 | 2001 QT124             | 19 d'agost de 2001     | Socorro              | LINEAR         |
| 350592                 | 2001 QH143             | 21 d'agost de 2001     | Kitt Peak            | Spacewatch     |
| 350593                 | 2001 QJ200             | 22 d'agost de 2001     | Palomar              | NEAT           |
| 350594                 | 2001 QU261             | 25 d'agost de 2001     | Socorro              | LINEAR         |
| 350595                 | 2001 QH272             | 19 d'agost de 2001     | Socorro              | LINEAR         |
| 350596                 | 2001 QZ291             | 16 d'agost de 2001     | Socorro              | LINEAR         |
| 350597                 | 2001 QB295             | 24 d'agost de 2001     | Socorro              | LINEAR         |
| 350598                 | 2001 RG24              | 7 de setembre de 2001  | Socorro              | LINEAR         |
| 350599                 | 2001 RY42              | 6 de setembre de 2001  | Palomar              | NEAT           |
| 350600                 | 2001 RG57              | 12 de setembre de 2001 | Socorro              | LINEAR         |

## 350601-350700
| Nom    | Designació provisional | Data de descobriment   | Lloc de descobriment | Descobridor/s            |
| ------ | ---------------------- | ---------------------- | -------------------- | ------------------------ |
| 350601 | 2001 RG104             | 12 de setembre de 2001 | Socorro              | LINEAR                   |
| 350602 | 2001 RT104             | 12 de setembre de 2001 | Socorro              | LINEAR                   |
| 350603 | 2001 RK105             | 12 de setembre de 2001 | Socorro              | LINEAR                   |
| 350604 | 2001 RW130             | 12 de setembre de 2001 | Socorro              | LINEAR                   |
| 350605 | 2001 RB139             | 12 de setembre de 2001 | Socorro              | LINEAR                   |
| 350606 | 2001 SK11              | 16 de setembre de 2001 | Socorro              | LINEAR                   |
| 350607 | 2001 SA17              | 16 de setembre de 2001 | Socorro              | LINEAR                   |
| 350608 | 2001 SX27              | 16 de setembre de 2001 | Socorro              | LINEAR                   |
| 350609 | 2001 SJ41              | 16 de setembre de 2001 | Socorro              | LINEAR                   |
| 350610 | 2001 SN67              | 17 de setembre de 2001 | Socorro              | LINEAR                   |
| 350611 | 2001 SG76              | 16 de setembre de 2001 | Socorro              | LINEAR                   |
| 350612 | 2001 SW79              | 20 de setembre de 2001 | Socorro              | LINEAR                   |
| 350613 | 2001 SZ96              | 20 de setembre de 2001 | Socorro              | LINEAR                   |
| 350614 | 2001 SS113             | 20 de setembre de 2001 | Desert Eagle         | W. K. Y. Yeung           |
| 350615 | 2001 SS134             | 16 de setembre de 2001 | Socorro              | LINEAR                   |
| 350616 | 2001 SF144             | 16 de setembre de 2001 | Socorro              | LINEAR                   |
| 350617 | 2001 SS171             | 16 de setembre de 2001 | Socorro              | LINEAR                   |
| 350618 | 2001 SK187             | 19 de setembre de 2001 | Socorro              | LINEAR                   |
| 350619 | 2001 SN198             | 19 de setembre de 2001 | Socorro              | LINEAR                   |
| 350620 | 2001 SS207             | 19 de setembre de 2001 | Socorro              | LINEAR                   |
| 350621 | 2001 SH211             | 19 de setembre de 2001 | Socorro              | LINEAR                   |
| 350622 | 2001 SN212             | 19 de setembre de 2001 | Socorro              | LINEAR                   |
| 350623 | 2001 SJ217             | 19 de setembre de 2001 | Socorro              | LINEAR                   |
| 350624 | 2001 SY221             | 19 de setembre de 2001 | Socorro              | LINEAR                   |
| 350625 | 2001 SX222             | 19 de setembre de 2001 | Socorro              | LINEAR                   |
| 350626 | 2001 ST243             | 19 de setembre de 2001 | Socorro              | LINEAR                   |
| 350627 | 2001 SF256             | 19 de setembre de 2001 | Socorro              | LINEAR                   |
| 350628 | 2001 SR262             | 24 de setembre de 2001 | Socorro              | LINEAR                   |
| 350629 | 2001 SK317             | 19 de setembre de 2001 | Socorro              | LINEAR                   |
| 350630 | 2001 SG319             | 21 de setembre de 2001 | Socorro              | LINEAR                   |
| 350631 | 2001 TP                | 7 d'octubre de 2001    | Palomar              | NEAT                     |
| 350632 | 2001 TU4               | 8 d'octubre de 2001    | Palomar              | NEAT                     |
| 350633 | 2001 TU16              | 13 d'octubre de 2001   | Socorro              | LINEAR                   |
| 350634 | 2001 TZ59              | 13 d'octubre de 2001   | Socorro              | LINEAR                   |
| 350635 | 2001 TB60              | 13 d'octubre de 2001   | Socorro              | LINEAR                   |
| 350636 | 2001 TJ61              | 13 d'octubre de 2001   | Socorro              | LINEAR                   |
| 350637 | 2001 TC72              | 13 d'octubre de 2001   | Socorro              | LINEAR                   |
| 350638 | 2001 TK85              | 14 d'octubre de 2001   | Socorro              | LINEAR                   |
| 350639 | 2001 TM101             | 15 d'octubre de 2001   | Socorro              | LINEAR                   |
| 350640 | 2001 TW101             | 15 d'octubre de 2001   | Socorro              | LINEAR                   |
| 350641 | 2001 TX101             | 15 d'octubre de 2001   | Socorro              | LINEAR                   |
| 350642 | 2001 TS111             | 14 d'octubre de 2001   | Socorro              | LINEAR                   |
| 350643 | 2001 TX123             | 12 d'octubre de 2001   | Haleakala            | NEAT                     |
| 350644 | 2001 TV128             | 14 d'octubre de 2001   | Kitt Peak            | Spacewatch               |
| 350645 | 2001 TX135             | 13 d'octubre de 2001   | Palomar              | NEAT                     |
| 350646 | 2001 TC136             | 13 d'octubre de 2001   | Palomar              | NEAT                     |
| 350647 | 2001 TO141             | 10 d'octubre de 2001   | Palomar              | NEAT                     |
| 350648 | 2001 TP146             | 10 d'octubre de 2001   | Palomar              | NEAT                     |
| 350649 | 2001 TN201             | 11 d'octubre de 2001   | Socorro              | LINEAR                   |
| 350650 | 2001 TS208             | 11 d'octubre de 2001   | Palomar              | NEAT                     |
| 350651 | 2001 TN213             | 13 d'octubre de 2001   | Socorro              | LINEAR                   |
| 350652 | 2001 TJ214             | 13 d'octubre de 2001   | Palomar              | NEAT                     |
| 350653 | 2001 TQ215             | 13 d'octubre de 2001   | Palomar              | NEAT                     |
| 350654 | 2001 TH222             | 14 d'octubre de 2001   | Socorro              | LINEAR                   |
| 350655 | 2001 TH235             | 15 d'octubre de 2001   | Palomar              | NEAT                     |
| 350656 | 2001 TX237             | 10 d'octubre de 2001   | Palomar              | NEAT                     |
| 350657 | 2001 TS241             | 13 d'octubre de 2001   | Kitt Peak            | Spacewatch               |
| 350658 | 2001 TY241             | 14 d'octubre de 2001   | Anderson Mesa        | LONEOS                   |
| 350659 | 2001 TF255             | 14 d'octubre de 2001   | Apache Point         | Sloan Digital Sky Survey |
| 350660 | 2001 TG262             | 4 de desembre de 2005  | Kitt Peak            | Spacewatch               |
| 350661 | 2001 UM7               | 17 d'octubre de 2001   | Socorro              | LINEAR                   |
| 350662 | 2001 UF11              | 23 d'octubre de 2001   | Desert Eagle         | W. K. Y. Yeung           |
| 350663 | 2001 UF22              | 17 d'octubre de 2001   | Socorro              | LINEAR                   |
| 350664 | 2001 US29              | 16 d'octubre de 2001   | Socorro              | LINEAR                   |
| 350665 | 2001 UX40              | 17 d'octubre de 2001   | Socorro              | LINEAR                   |
| 350666 | 2001 UO43              | 17 d'octubre de 2001   | Socorro              | LINEAR                   |
| 350667 | 2001 UX59              | 17 d'octubre de 2001   | Socorro              | LINEAR                   |
| 350668 | 2001 UG61              | 17 d'octubre de 2001   | Socorro              | LINEAR                   |
| 350669 | 2001 UA71              | 17 d'octubre de 2001   | Kitt Peak            | Spacewatch               |
| 350670 | 2001 UV76              | 17 d'octubre de 2001   | Socorro              | LINEAR                   |
| 350671 | 2001 UN78              | 20 d'octubre de 2001   | Socorro              | LINEAR                   |
| 350672 | 2001 UL91              | 18 d'octubre de 2001   | Palomar              | NEAT                     |
| 350673 | 2001 UR91              | 18 d'octubre de 2001   | Palomar              | NEAT                     |
| 350674 | 2001 UB100             | 17 d'octubre de 2001   | Socorro              | LINEAR                   |
| 350675 | 2001 UX128             | 20 d'octubre de 2001   | Socorro              | LINEAR                   |
| 350676 | 2001 UL136             | 22 d'octubre de 2001   | Socorro              | LINEAR                   |
| 350677 | 2001 UM149             | 23 d'octubre de 2001   | Socorro              | LINEAR                   |
| 350678 | 2001 UG151             | 23 d'octubre de 2001   | Socorro              | LINEAR                   |
| 350679 | 2001 UO158             | 23 d'octubre de 2001   | Socorro              | LINEAR                   |
| 350680 | 2001 US160             | 23 d'octubre de 2001   | Socorro              | LINEAR                   |
| 350681 | 2001 UO172             | 18 d'octubre de 2001   | Palomar              | NEAT                     |
| 350682 | 2001 UQ176             | 25 d'octubre de 2001   | Kitt Peak            | Spacewatch               |
| 350683 | 2001 UO183             | 16 d'octubre de 2001   | Palomar              | NEAT                     |
| 350684 | 2001 UZ192             | 18 d'octubre de 2001   | Socorro              | LINEAR                   |
| 350685 | 2001 UU229             | 2 d'octubre de 2006    | Catalina             | CSS                      |
| 350686 | 2001 VV4               | 11 de novembre de 2001 | Socorro              | LINEAR                   |
| 350687 | 2001 VB12              | 10 de novembre de 2001 | Socorro              | LINEAR                   |
| 350688 | 2001 VD25              | 9 de novembre de 2001  | Socorro              | LINEAR                   |
| 350689 | 2001 VB27              | 9 de novembre de 2001  | Socorro              | LINEAR                   |
| 350690 | 2001 VP56              | 10 de novembre de 2001 | Socorro              | LINEAR                   |
| 350691 | 2001 VN63              | 10 de novembre de 2001 | Socorro              | LINEAR                   |
| 350692 | 2001 VM86              | 12 de novembre de 2001 | Socorro              | LINEAR                   |
| 350693 | 2001 VB109             | 12 de novembre de 2001 | Socorro              | LINEAR                   |
| 350694 | 2001 VR111             | 12 de novembre de 2001 | Socorro              | LINEAR                   |
| 350695 | 2001 VP126             | 15 de novembre de 2001 | Kitt Peak            | Spacewatch               |
| 350696 | 2001 WX8               | 17 de novembre de 2001 | Socorro              | LINEAR                   |
| 350697 | 2001 WY10              | 17 de novembre de 2001 | Socorro              | LINEAR                   |
| 350698 | 2001 WL14              | 21 de novembre de 2001 | Socorro              | LINEAR                   |
| 350699 | 2001 WK26              | 17 de novembre de 2001 | Socorro              | LINEAR                   |
| 350700 | 2001 WM36              | 17 de novembre de 2001 | Socorro              | LINEAR                   |

## 350701-350800
| Nom    | Designació provisional | Data de descobriment   | Lloc de descobriment | Descobridor/s            |
| ------ | ---------------------- | ---------------------- | -------------------- | ------------------------ |
| 350701 | 2001 WU36              | 17 de novembre de 2001 | Socorro              | LINEAR                   |
| 350702 | 2001 WV44              | 18 de novembre de 2001 | Socorro              | LINEAR                   |
| 350703 | 2001 WS64              | 20 de novembre de 2001 | Socorro              | LINEAR                   |
| 350704 | 2001 WW67              | 20 de novembre de 2001 | Socorro              | LINEAR                   |
| 350705 | 2001 WE69              | 20 de novembre de 2001 | Socorro              | LINEAR                   |
| 350706 | 2001 WZ75              | 20 de novembre de 2001 | Socorro              | LINEAR                   |
| 350707 | 2001 WF83              | 20 de novembre de 2001 | Socorro              | LINEAR                   |
| 350708 | 2001 XB14              | 9 de desembre de 2001  | Socorro              | LINEAR                   |
| 350709 | 2001 XR57              | 10 de desembre de 2001 | Socorro              | LINEAR                   |
| 350710 | 2001 XD70              | 11 de desembre de 2001 | Socorro              | LINEAR                   |
| 350711 | 2001 XW74              | 11 de desembre de 2001 | Socorro              | LINEAR                   |
| 350712 | 2001 XN80              | 11 de desembre de 2001 | Socorro              | LINEAR                   |
| 350713 | 2001 XP88              | 14 de desembre de 2001 | Socorro              | LINEAR                   |
| 350714 | 2001 XN93              | 10 de desembre de 2001 | Socorro              | LINEAR                   |
| 350715 | 2001 XW95              | 10 de desembre de 2001 | Socorro              | LINEAR                   |
| 350716 | 2001 XO105             | 15 de desembre de 2001 | Socorro              | LINEAR                   |
| 350717 | 2001 XU110             | 11 de desembre de 2001 | Socorro              | LINEAR                   |
| 350718 | 2001 XL117             | 13 de desembre de 2001 | Socorro              | LINEAR                   |
| 350719 | 2001 XA126             | 17 de novembre de 2001 | Socorro              | LINEAR                   |
| 350720 | 2001 XR147             | 14 de desembre de 2001 | Socorro              | LINEAR                   |
| 350721 | 2001 XY148             | 14 de desembre de 2001 | Socorro              | LINEAR                   |
| 350722 | 2001 XD150             | 14 de desembre de 2001 | Socorro              | LINEAR                   |
| 350723 | 2001 XB155             | 14 de desembre de 2001 | Socorro              | LINEAR                   |
| 350724 | 2001 XG160             | 14 de desembre de 2001 | Socorro              | LINEAR                   |
| 350725 | 2001 XM162             | 14 de desembre de 2001 | Socorro              | LINEAR                   |
| 350726 | 2001 XY162             | 14 de desembre de 2001 | Socorro              | LINEAR                   |
| 350727 | 2001 XP176             | 14 de desembre de 2001 | Socorro              | LINEAR                   |
| 350728 | 2001 XM186             | 14 de desembre de 2001 | Socorro              | LINEAR                   |
| 350729 | 2001 XE193             | 14 de desembre de 2001 | Socorro              | LINEAR                   |
| 350730 | 2001 XC208             | 11 de desembre de 2001 | Socorro              | LINEAR                   |
| 350731 | 2001 XT221             | 15 de desembre de 2001 | Socorro              | LINEAR                   |
| 350732 | 2001 XF223             | 15 de desembre de 2001 | Socorro              | LINEAR                   |
| 350733 | 2001 XK228             | 15 de desembre de 2001 | Socorro              | LINEAR                   |
| 350734 | 2001 XZ252             | 14 de desembre de 2001 | Socorro              | LINEAR                   |
| 350735 | 2001 XV256             | 7 de desembre de 2001  | Socorro              | LINEAR                   |
| 350736 | 2001 YO17              | 17 de desembre de 2001 | Socorro              | LINEAR                   |
| 350737 | 2001 YG22              | 18 de desembre de 2001 | Socorro              | LINEAR                   |
| 350738 | 2001 YK27              | 18 de desembre de 2001 | Socorro              | LINEAR                   |
| 350739 | 2001 YX34              | 18 de desembre de 2001 | Socorro              | LINEAR                   |
| 350740 | 2001 YT35              | 18 de desembre de 2001 | Socorro              | LINEAR                   |
| 350741 | 2001 YG37              | 18 de desembre de 2001 | Socorro              | LINEAR                   |
| 350742 | 2001 YA55              | 18 de desembre de 2001 | Socorro              | LINEAR                   |
| 350743 | 2001 YY79              | 18 de desembre de 2001 | Socorro              | LINEAR                   |
| 350744 | 2001 YC89              | 18 de desembre de 2001 | Socorro              | LINEAR                   |
| 350745 | 2001 YC124             | 17 de desembre de 2001 | Socorro              | LINEAR                   |
| 350746 | 2001 YP126             | 17 de desembre de 2001 | Socorro              | LINEAR                   |
| 350747 | 2001 YY128             | 17 de desembre de 2001 | Socorro              | LINEAR                   |
| 350748 | 2001 YN134             | 17 de desembre de 2001 | Socorro              | LINEAR                   |
| 350749 | 2001 YO151             | 19 de desembre de 2001 | Palomar              | NEAT                     |
| 350750 | 2001 YC160             | 18 de desembre de 2001 | Apache Point         | Sloan Digital Sky Survey |
| 350751 | 2002 AW                | 5 de gener de 2002     | Kitt Peak            | Spacewatch               |
| 350752 | 2002 AR17              | 9 de gener de 2002     | Socorro              | LINEAR                   |
| 350753 | 2002 AD18              | 5 de gener de 2002     | Palomar              | NEAT                     |
| 350754 | 2002 AR28              | 7 de gener de 2002     | Anderson Mesa        | LONEOS                   |
| 350755 | 2002 AW33              | 12 de gener de 2002    | Kitt Peak            | Spacewatch               |
| 350756 | 2002 AF43              | 9 de gener de 2002     | Socorro              | LINEAR                   |
| 350757 | 2002 AT45              | 9 de gener de 2002     | Socorro              | LINEAR                   |
| 350758 | 2002 AK51              | 9 de gener de 2002     | Socorro              | LINEAR                   |
| 350759 | 2002 AU66              | 13 de gener de 2002    | Socorro              | LINEAR                   |
| 350760 | 2002 AE73              | 8 de gener de 2002     | Socorro              | LINEAR                   |
| 350761 | 2002 AM75              | 8 de gener de 2002     | Socorro              | LINEAR                   |
| 350762 | 2002 AR76              | 8 de gener de 2002     | Socorro              | LINEAR                   |
| 350763 | 2002 AW79              | 8 de gener de 2002     | Socorro              | LINEAR                   |
| 350764 | 2002 AJ109             | 9 de gener de 2002     | Socorro              | LINEAR                   |
| 350765 | 2002 AZ115             | 9 de gener de 2002     | Socorro              | LINEAR                   |
| 350766 | 2002 AM146             | 13 de gener de 2002    | Socorro              | LINEAR                   |
| 350767 | 2002 AJ153             | 14 de gener de 2002    | Socorro              | LINEAR                   |
| 350768 | 2002 AW171             | 14 de gener de 2002    | Socorro              | LINEAR                   |
| 350769 | 2002 AU183             | 6 de gener de 2002     | Palomar              | NEAT                     |
| 350770 | 2002 AJ191             | 12 de gener de 2002    | Campo Imperatore     | CINEOS                   |
| 350771 | 2002 BL14              | 19 de gener de 2002    | Socorro              | LINEAR                   |
| 350772 | 2002 BO25              | 25 de gener de 2002    | Palomar              | NEAT                     |
| 350773 | 2002 BE27              | 18 de gener de 2002    | Anderson Mesa        | LONEOS                   |
| 350774 | 2002 BO32              | 26 de gener de 2002    | Palomar              | NEAT                     |
| 350775 | 2002 CM5               | 4 de febrer de 2002    | Palomar              | NEAT                     |
| 350776 | 2002 CU6               | 1 de febrer de 2002    | Socorro              | LINEAR                   |
| 350777 | 2002 CA11              | 6 de febrer de 2002    | Socorro              | LINEAR                   |
| 350778 | 2002 CM11              | 2 de febrer de 2002    | Eskridge             | G. Hug                   |
| 350779 | 2002 CO21              | 5 de febrer de 2002    | Palomar              | NEAT                     |
| 350780 | 2002 CS25              | 10 de febrer de 2002   | Socorro              | LINEAR                   |
| 350781 | 2002 CW34              | 6 de febrer de 2002    | Socorro              | LINEAR                   |
| 350782 | 2002 CG36              | 7 de febrer de 2002    | Socorro              | LINEAR                   |
| 350783 | 2002 CX47              | 3 de febrer de 2002    | Haleakala            | NEAT                     |
| 350784 | 2002 CA68              | 7 de febrer de 2002    | Socorro              | LINEAR                   |
| 350785 | 2002 CF71              | 7 de febrer de 2002    | Socorro              | LINEAR                   |
| 350786 | 2002 CE82              | 7 de febrer de 2002    | Socorro              | LINEAR                   |
| 350787 | 2002 CU87              | 7 de febrer de 2002    | Socorro              | LINEAR                   |
| 350788 | 2002 CX87              | 7 de febrer de 2002    | Socorro              | LINEAR                   |
| 350789 | 2002 CY115             | 13 de febrer de 2002   | Socorro              | LINEAR                   |
| 350790 | 2002 CL122             | 7 de febrer de 2002    | Socorro              | LINEAR                   |
| 350791 | 2002 CR130             | 7 de febrer de 2002    | Socorro              | LINEAR                   |
| 350792 | 2002 CE134             | 7 de febrer de 2002    | Socorro              | LINEAR                   |
| 350793 | 2002 CJ152             | 10 de febrer de 2002   | Socorro              | LINEAR                   |
| 350794 | 2002 CM159             | 7 de febrer de 2002    | Socorro              | LINEAR                   |
| 350795 | 2002 CW168             | 8 de febrer de 2002    | Socorro              | LINEAR                   |
| 350796 | 2002 CX175             | 10 de febrer de 2002   | Socorro              | LINEAR                   |
| 350797 | 2002 CK177             | 10 de febrer de 2002   | Socorro              | LINEAR                   |
| 350798 | 2002 CO184             | 10 de febrer de 2002   | Socorro              | LINEAR                   |
| 350799 | 2002 CX187             | 10 de febrer de 2002   | Socorro              | LINEAR                   |
| 350800 | 2002 CJ201             | 10 de febrer de 2002   | Socorro              | LINEAR                   |

## 350801-350900
| Nom                | Designació provisional | Data de descobriment   | Lloc de descobriment | Descobridor/s               |
| ------------------ | ---------------------- | ---------------------- | -------------------- | --------------------------- |
| 350801             | 2002 CU202             | 14 de gener de 2002    | Socorro              | LINEAR                      |
| 350802             | 2002 CL208             | 10 de febrer de 2002   | Socorro              | LINEAR                      |
| 350803             | 2002 CD209             | 10 de febrer de 2002   | Socorro              | LINEAR                      |
| 350804             | 2002 CO211             | 10 de febrer de 2002   | Socorro              | LINEAR                      |
| 350805             | 2002 CT214             | 10 de febrer de 2002   | Socorro              | LINEAR                      |
| 350806             | 2002 CJ216             | 10 de febrer de 2002   | Socorro              | LINEAR                      |
| 350807             | 2002 CD230             | 11 de febrer de 2002   | Kitt Peak            | Spacewatch                  |
| 350808             | 2002 CF249             | 14 de febrer de 2002   | Kitt Peak            | Spacewatch                  |
| 350809             | 2002 CP257             | 6 de febrer de 2002    | Kitt Peak            | M. W. Buie                  |
| 350810             | 2002 CM260             | 7 de gener de 2002     | Kitt Peak            | Spacewatch                  |
| 350811             | 2002 CV265             | 7 de febrer de 2002    | Kitt Peak            | Spacewatch                  |
| 350812             | 2002 CV275             | 9 de febrer de 2002    | Palomar              | NEAT                        |
| 350813             | 2002 CW275             | 9 de febrer de 2002    | Kitt Peak            | Spacewatch                  |
| 350814             | 2002 CB276             | 9 de febrer de 2002    | Palomar              | NEAT                        |
| 350815             | 2002 CN297             | 11 de febrer de 2002   | Socorro              | LINEAR                      |
| 350816             | 2002 CP301             | 11 de febrer de 2002   | Socorro              | LINEAR                      |
| 350817             | 2002 CC310             | 6 de febrer de 2002    | Palomar              | NEAT                        |
| 350818             | 2002 CP316             | 6 de febrer de 2002    | Palomar              | NEAT                        |
| 350819             | 2002 DO                | 16 de febrer de 2002   | Bohyunsan            | Y.-B. Jeon, B.-C. Lee       |
| 350820             | 2002 DS13              | 16 de febrer de 2002   | Palomar              | NEAT                        |
| 350821             | 2002 DT15              | 6 de febrer de 2002    | Palomar              | NEAT                        |
| 350822             | 2002 EM2               | 9 de març de 2002      | Palomar              | NEAT                        |
| 350823             | 2002 EA38              | 10 de març de 2002     | Kitt Peak            | Spacewatch                  |
| 350824             | 2002 EN38              | 12 de març de 2002     | Kitt Peak            | Spacewatch                  |
| 350825             | 2002 ER38              | 14 de gener de 2002    | Kitt Peak            | Spacewatch                  |
| 350826             | 2002 ET51              | 9 de març de 2002      | Socorro              | LINEAR                      |
| 350827             | 2002 EG61              | 13 de març de 2002     | Socorro              | LINEAR                      |
| 350828             | 2002 ED97              | 11 de març de 2002     | Socorro              | LINEAR                      |
| 350829             | 2002 EA99              | 15 de març de 2002     | Socorro              | LINEAR                      |
| 350830             | 2002 ED103             | 9 de març de 2002      | Palomar              | NEAT                        |
| 350831             | 2002 EG103             | 9 de març de 2002      | Palomar              | NEAT                        |
| 350832             | 2002 ED107             | 9 de març de 2002      | Anderson Mesa        | LONEOS                      |
| 350833             | 2002 EB109             | 9 de març de 2002      | Kitt Peak            | Spacewatch                  |
| 350834             | 2002 ER120             | 11 de març de 2002     | Kitt Peak            | Spacewatch                  |
| 350835             | 2002 ED122             | 12 de març de 2002     | Palomar              | NEAT                        |
| 350836             | 2002 EO157             | 13 de març de 2002     | Palomar              | NEAT                        |
| 350837             | 2002 EJ158             | 5 de març de 2002      | Apache Point         | Sloan Digital Sky Survey    |
| 350838 Gorelysheva | 2002 EH163             | 27 d'octubre de 2011   | Zelenchukskaya S     | T. V. Kryachko              |
| 350839             | 2002 FH7               | 22 de març de 2002     | Palomar              | NEAT                        |
| 350840             | 2002 FF17              | 17 de març de 2002     | Haleakala            | NEAT                        |
| 350841             | 2002 FB26              | 19 de març de 2002     | Palomar              | NEAT                        |
| 350842             | 2002 FS37              | 31 de març de 2002     | Palomar              | NEAT                        |
| 350843             | 2002 GO8               | 4 d'abril de 2002      | Palomar              | NEAT                        |
| 350844             | 2002 GU45              | 4 d'abril de 2002      | Palomar              | NEAT                        |
| 350845             | 2002 GE53              | 5 d'abril de 2002      | Palomar              | NEAT                        |
| 350846             | 2002 GU56              | 6 d'abril de 2002      | Kvistaberg           | Uppsala-DLR Asteroid Survey |
| 350847             | 2002 GP62              | 8 d'abril de 2002      | Palomar              | NEAT                        |
| 350848             | 2002 GZ66              | 8 d'abril de 2002      | Palomar              | NEAT                        |
| 350849             | 2002 GB76              | 9 d'abril de 2002      | Socorro              | LINEAR                      |
| 350850             | 2002 GF103             | 10 d'abril de 2002     | Socorro              | LINEAR                      |
| 350851             | 2002 GY106             | 11 d'abril de 2002     | Anderson Mesa        | LONEOS                      |
| 350852             | 2002 GF179             | 2 d'abril de 2002      | Palomar              | NEAT                        |
| 350853             | 2002 JG140             | 10 de maig de 2002     | Anderson Mesa        | LONEOS                      |
| 350854             | 2002 JH140             | 10 de maig de 2002     | Anderson Mesa        | LONEOS                      |
| 350855             | 2002 LZ43              | 10 de juny de 2002     | Socorro              | LINEAR                      |
| 350856             | 2002 LC63              | 13 de juny de 2002     | Palomar              | NEAT                        |
| 350857             | 2002 MP7               | 16 de març de 2010     | WISE                 | WISE                        |
| 350858             | 2002 NK5               | 10 de juliol de 2002   | Campo Imperatore     | CINEOS                      |
| 350859             | 2002 NR17              | 5 de juliol de 2002    | Socorro              | LINEAR                      |
| 350860             | 2002 NM36              | 9 de juliol de 2002    | Socorro              | LINEAR                      |
| 350861             | 2002 NY48              | 20 de juny de 2002     | Palomar              | NEAT                        |
| 350862             | 2002 NS58              | 12 de juliol de 2002   | Palomar              | NEAT                        |
| 350863             | 2002 NY65              | 9 de juliol de 2002    | Palomar              | NEAT                        |
| 350864             | 2002 NS79              | 14 de desembre de 2003 | Kitt Peak            | Spacewatch                  |
| 350865             | 2002 NC80              | 17 d'octubre de 2011   | Piszkesteto          | K. Sarneczky, A. Szing      |
| 350866             | 2002 NO80              | 16 de gener de 2009    | Kitt Peak            | Spacewatch                  |
| 350867             | 2002 OU6               | 20 de juliol de 2002   | Palomar              | NEAT                        |
| 350868             | 2002 OZ19              | 22 de juliol de 2002   | Palomar              | NEAT                        |
| 350869             | 2002 OY36              | 2 d'abril de 2010      | WISE                 | WISE                        |
| 350870             | 2002 OF37              | 21 de desembre de 2008 | Kitt Peak            | Spacewatch                  |
| 350871             | 2002 PR9               | 5 d'agost de 2002      | Palomar              | NEAT                        |
| 350872             | 2002 PG43              | 10 d'agost de 2002     | Socorro              | LINEAR                      |
| 350873             | 2002 PB87              | 4 d'agost de 2002      | Palomar              | NEAT                        |
| 350874             | 2002 PF105             | 12 d'agost de 2002     | Socorro              | LINEAR                      |
| 350875             | 2002 PL112             | 8 d'agost de 2002      | Palomar              | NEAT                        |
| 350876             | 2002 PV184             | 11 d'agost de 2002     | Palomar              | NEAT                        |
| 350877             | 2002 QH8               | 19 d'agost de 2002     | Palomar              | NEAT                        |
| 350878             | 2002 QH17              | 26 d'agost de 2002     | Palomar              | NEAT                        |
| 350879             | 2002 QS30              | 29 d'agost de 2002     | Palomar              | NEAT                        |
| 350880             | 2002 QK56              | 29 d'agost de 2002     | Palomar              | S. F. Hoenig                |
| 350881             | 2002 QC57              | 17 d'agost de 2002     | Palomar              | A. Lowe                     |
| 350882             | 2002 QS57              | 29 d'agost de 2002     | Palomar              | S. F. Hoenig                |
| 350883             | 2002 QF93              | 19 d'agost de 2002     | Palomar              | NEAT                        |
| 350884             | 2002 QW104             | 26 d'agost de 2002     | Palomar              | NEAT                        |
| 350885             | 2002 QV105             | 30 d'agost de 2002     | Palomar              | Palomar                     |
| 350886             | 2002 QZ118             | 18 d'agost de 2002     | Palomar              | NEAT                        |
| 350887             | 2002 QN121             | 16 d'agost de 2002     | Palomar              | NEAT                        |
| 350888             | 2002 QO124             | 16 d'agost de 2002     | Palomar              | NEAT                        |
| 350889             | 2002 QF129             | 18 d'agost de 2002     | Palomar              | NEAT                        |
| 350890             | 2002 QD141             | 21 de juliol de 2006   | Mount Lemmon         | Mt. Lemmon Survey           |
| 350891             | 2002 QY142             | 7 d'octubre de 2007    | Kitt Peak            | Spacewatch                  |
| 350892             | 2002 QB145             | 14 de febrer de 2005   | Kitt Peak            | Spacewatch                  |
| 350893             | 2002 QG150             | 19 de novembre de 2007 | Catalina             | CSS                         |
| 350894             | 2002 QB151             | 22 de desembre de 2008 | Kitt Peak            | Spacewatch                  |
| 350895             | 2002 QX152             | 5 de maig de 2010      | Mount Lemmon         | Mt. Lemmon Survey           |
| 350896             | 2002 QA154             | 7 d'octubre de 2007    | Mount Lemmon         | Mt. Lemmon Survey           |
| 350897             | 2002 RE                | 1 de setembre de 2002  | Palomar              | NEAT                        |
| 350898             | 2002 RX3               | 18 de juliol de 2002   | Socorro              | LINEAR                      |
| 350899             | 2002 RC4               | 4 d'agost de 2002      | Palomar              | NEAT                        |
| 350900             | 2002 RB7               | 2 de setembre de 2002  | Kitt Peak            | Spacewatch                  |

## 350901-351000
| Nom               | Designació provisional | Data de descobriment   | Lloc de descobriment | Descobridor/s            |
| ----------------- | ---------------------- | ---------------------- | -------------------- | ------------------------ |
| 350901            | 2002 RH70              | 4 de setembre de 2002  | Palomar              | NEAT                     |
| 350902            | 2002 RG86              | 5 de setembre de 2002  | Socorro              | LINEAR                   |
| 350903            | 2002 RC92              | 5 de setembre de 2002  | Socorro              | LINEAR                   |
| 350904            | 2002 RR93              | 5 de setembre de 2002  | Anderson Mesa        | LONEOS                   |
| 350905            | 2002 RG97              | 16 d'agost de 2002     | Socorro              | LINEAR                   |
| 350906            | 2002 RJ158             | 11 de setembre de 2002 | Palomar              | NEAT                     |
| 350907            | 2002 RU199             | 13 de setembre de 2002 | Palomar              | NEAT                     |
| 350908            | 2002 RJ211             | 14 de setembre de 2002 | Haleakala            | NEAT                     |
| 350909            | 2002 RU236             | 29 d'agost de 2002     | Palomar              | R. Matson                |
| 350910            | 2002 RX244             | 14 de setembre de 2002 | Palomar              | NEAT                     |
| 350911            | 2002 RH256             | 4 de setembre de 2002  | Palomar              | NEAT                     |
| 350912            | 2002 RG261             | 11 de setembre de 2002 | Palomar              | NEAT                     |
| 350913            | 2002 RR267             | 3 de setembre de 2002  | Palomar              | NEAT                     |
| 350914            | 2002 RC272             | 4 de setembre de 2002  | Palomar              | NEAT                     |
| 350915            | 2002 RA281             | 4 de setembre de 2002  | Anderson Mesa        | LONEOS                   |
| 350916            | 2002 RY291             | 20 de febrer de 2009   | Mount Lemmon         | Mt. Lemmon Survey        |
| 350917            | 2002 RV292             | 19 de gener de 2004    | Kitt Peak            | Spacewatch               |
| 350918            | 2002 RW293             | 17 d'octubre de 2007   | Catalina             | CSS                      |
| 350919            | 2002 SZ49              | 5 de setembre de 2002  | Socorro              | LINEAR                   |
| 350920            | 2002 SV63              | 16 de setembre de 2002 | Palomar              | NEAT                     |
| 350921            | 2002 TO21              | 2 d'octubre de 2002    | Socorro              | LINEAR                   |
| 350922            | 2002 TL24              | 2 d'octubre de 2002    | Socorro              | LINEAR                   |
| 350923            | 2002 TS28              | 2 d'octubre de 2002    | Socorro              | LINEAR                   |
| 350924            | 2002 TJ93              | 3 d'octubre de 2002    | Palomar              | NEAT                     |
| 350925            | 2002 TB95              | 3 d'octubre de 2002    | Palomar              | NEAT                     |
| 350926            | 2002 TF103             | 4 d'octubre de 2002    | Socorro              | LINEAR                   |
| 350927            | 2002 TL117             | 3 d'octubre de 2002    | Palomar              | NEAT                     |
| 350928            | 2002 TO163             | 5 d'octubre de 2002    | Palomar              | NEAT                     |
| 350929            | 2002 TG166             | 22 d'agost de 2002     | Palomar              | NEAT                     |
| 350930            | 2002 TT202             | 4 d'octubre de 2002    | Socorro              | LINEAR                   |
| 350931            | 2002 TW218             | 5 d'octubre de 2002    | Socorro              | LINEAR                   |
| 350932            | 2002 TO263             | 10 d'octubre de 2002   | Socorro              | LINEAR                   |
| 350933            | 2002 TX272             | 4 d'octubre de 2002    | Socorro              | LINEAR                   |
| 350934            | 2002 TA294             | 11 d'octubre de 2002   | Socorro              | LINEAR                   |
| 350935            | 2002 TK320             | 5 d'octubre de 2002    | Apache Point         | Sloan Digital Sky Survey |
| 350936            | 2002 TM365             | 10 d'octubre de 2002   | Apache Point         | Sloan Digital Sky Survey |
| 350937            | 2002 TE369             | 10 d'octubre de 2002   | Apache Point         | Sloan Digital Sky Survey |
| 350938            | 2002 TP378             | 15 d'octubre de 2002   | Palomar              | NEAT                     |
| 350939            | 2002 UB37              | 31 d'octubre de 2002   | Palomar              | NEAT                     |
| 350940            | 2002 UT53              | 29 d'octubre de 2002   | Apache Point         | Sloan Digital Sky Survey |
| 350941            | 2002 UA59              | 29 d'octubre de 2002   | Apache Point         | Sloan Digital Sky Survey |
| 350942            | 2002 VK21              | 5 de novembre de 2002  | Socorro              | LINEAR                   |
| 350943            | 2002 VC22              | 5 de novembre de 2002  | Socorro              | LINEAR                   |
| 350944            | 2002 VZ24              | 5 de novembre de 2002  | Socorro              | LINEAR                   |
| 350945            | 2002 VT54              | 5 d'octubre de 2002    | Socorro              | LINEAR                   |
| 350946            | 2002 VD61              | 5 de novembre de 2002  | Socorro              | LINEAR                   |
| 350947            | 2002 VD88              | 10 de novembre de 2002 | Socorro              | LINEAR                   |
| 350948            | 2002 VY100             | 6 de novembre de 2002  | Socorro              | LINEAR                   |
| 350949            | 2002 VU133             | 6 de novembre de 2002  | Anderson Mesa        | LONEOS                   |
| 350950            | 2002 VF143             | 5 de novembre de 2002  | Palomar              | NEAT                     |
| 350951            | 2002 WN18              | 1 de novembre de 2002  | Palomar              | NEAT                     |
| 350952            | 2002 WK29              | 16 de novembre de 2002 | Palomar              | NEAT                     |
| 350953            | 2002 XD28              | 5 de desembre de 2002  | Socorro              | LINEAR                   |
| 350954            | 2002 XK72              | 11 de desembre de 2002 | Socorro              | LINEAR                   |
| 350955            | 2002 YA14              | 31 de desembre de 2002 | Socorro              | LINEAR                   |
| 350956            | 2003 AD4               | 3 de gener de 2003     | Socorro              | LINEAR                   |
| 350957            | 2003 AG20              | 5 de gener de 2003     | Socorro              | LINEAR                   |
| 350958            | 2003 AM30              | 4 de gener de 2003     | Socorro              | LINEAR                   |
| 350959            | 2003 AR69              | 8 de gener de 2003     | Socorro              | LINEAR                   |
| 350960            | 2003 AU90              | 5 de gener de 2003     | Anderson Mesa        | LONEOS                   |
| 350961            | 2003 AO91              | 5 de gener de 2003     | Anderson Mesa        | LONEOS                   |
| 350962            | 2003 BT2               | 26 de gener de 2003    | Kitt Peak            | Spacewatch               |
| 350963            | 2003 BK28              | 26 de gener de 2003    | Haleakala            | NEAT                     |
| 350964            | 2003 BT35              | 28 de gener de 2003    | Socorro              | LINEAR                   |
| 350965            | 2003 BO77              | 30 de gener de 2003    | Anderson Mesa        | LONEOS                   |
| 350966            | 2003 BS79              | 31 de gener de 2003    | Socorro              | LINEAR                   |
| 350967            | 2003 CZ                | 1 de febrer de 2003    | Socorro              | LINEAR                   |
| 350968            | 2003 CH14              | 6 de febrer de 2003    | Wrightwood           | J. W. Young              |
| 350969 Boiohaemum | 2003 DK13              | 27 de febrer de 2003   | Klet                 | M. Tichy, M. Kocer       |
| 350970            | 2003 ED1               | 5 de març de 2003      | Socorro              | LINEAR                   |
| 350971            | 2003 EA22              | 6 de març de 2003      | Socorro              | LINEAR                   |
| 350972            | 2003 EL30              | 6 de març de 2003      | Palomar              | NEAT                     |
| 350973            | 2003 EN31              | 7 de març de 2003      | Socorro              | LINEAR                   |
| 350974            | 2003 EM38              | 8 de març de 2003      | Anderson Mesa        | LONEOS                   |
| 350975            | 2003 EN50              | 9 de març de 2003      | Anderson Mesa        | LONEOS                   |
| 350976            | 2003 FY19              | 22 de març de 2003     | Palomar              | NEAT                     |
| 350977            | 2003 FS31              | 23 de març de 2003     | Kitt Peak            | Spacewatch               |
| 350978            | 2003 FZ36              | 23 de març de 2003     | Kitt Peak            | Spacewatch               |
| 350979            | 2003 FC46              | 24 de març de 2003     | Kitt Peak            | Spacewatch               |
| 350980            | 2003 FW50              | 25 de març de 2003     | Palomar              | NEAT                     |
| 350981            | 2003 FA71              | 26 de març de 2003     | Kitt Peak            | Spacewatch               |
| 350982            | 2003 FL71              | 26 de març de 2003     | Kitt Peak            | Spacewatch               |
| 350983            | 2003 FP78              | 27 de març de 2003     | Kitt Peak            | Spacewatch               |
| 350984            | 2003 FZ85              | 28 de març de 2003     | Catalina             | CSS                      |
| 350985            | 2003 FN87              | 28 de març de 2003     | Kitt Peak            | Spacewatch               |
| 350986            | 2003 FA106             | 26 de març de 2003     | Palomar              | NEAT                     |
| 350987            | 2003 FP131             | 27 de març de 2003     | Kitt Peak            | Spacewatch               |
| 350988            | 2003 GW                | 4 d'abril de 2003      | Haleakala            | NEAT                     |
| 350989            | 2003 GC12              | 1 d'abril de 2003      | Palomar              | NEAT                     |
| 350990            | 2003 GE30              | 7 d'abril de 2003      | Kitt Peak            | Spacewatch               |
| 350991            | 2003 GQ34              | 7 d'abril de 2003      | Kitt Peak            | Spacewatch               |
| 350992            | 2003 GP41              | 9 d'abril de 2003      | Kitt Peak            | Spacewatch               |
| 350993            | 2003 GH42              | 9 d'abril de 2003      | Reedy Creek          | J. Broughton             |
| 350994            | 2003 GT42              | 8 d'abril de 2003      | Socorro              | LINEAR                   |
| 350995            | 2003 GF45              | 8 d'abril de 2003      | Palomar              | NEAT                     |
| 350996            | 2003 GH57              | 11 d'abril de 2003     | Kitt Peak            | Spacewatch               |
| 350997            | 2003 HB2               | 22 d'abril de 2003     | Nashville            | R. Clingan               |
| 350998            | 2003 HR16              | 28 d'abril de 2003     | Anderson Mesa        | LONEOS                   |
| 350999            | 2003 HK20              | 24 d'abril de 2003     | Anderson Mesa        | LONEOS                   |
| 351000            | 2003 HR26              | 27 d'abril de 2003     | Anderson Mesa        | LONEOS                   |